# Architecture stalinienne

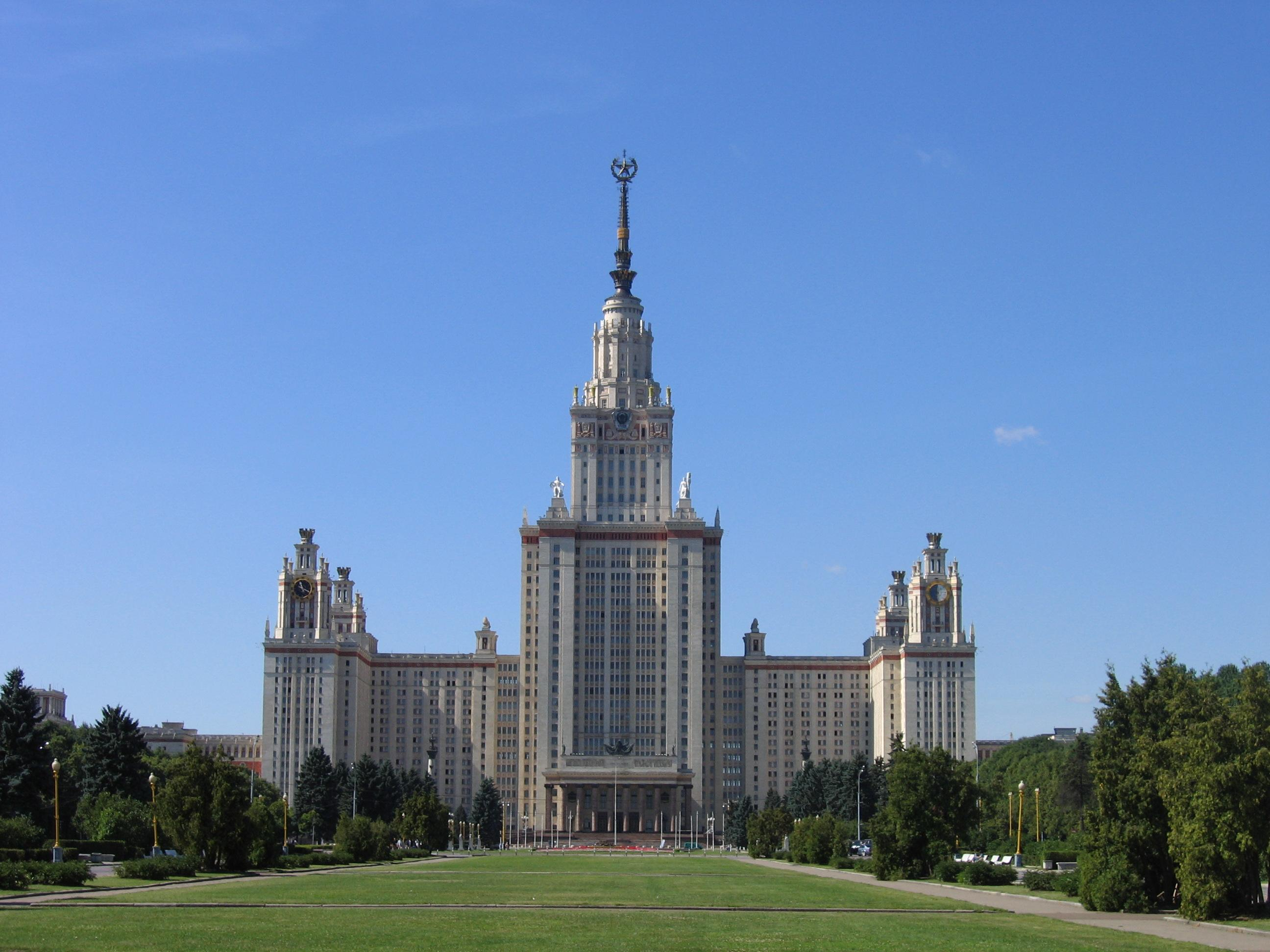
L'université d'État de Moscou, un des multiples emblèmes de l'architecture stalinienne.

L'architecture stalinienne (en russe : Ста́линский Ампи́р), ou style impérial stalinien, classicisme stalinien, ou encore gothique stalinien, sont les noms donnés à l'architecture de l'Union soviétique entre 1933, quand les esquisses de Boris Iofane pour le palais des Soviets furent officiellement approuvées, et 1955, quand Nikita Khrouchtchev condamna les « excès » des décennies passées et dissout l'Académie soviétique d'architecture.

## Traits caractéristiques

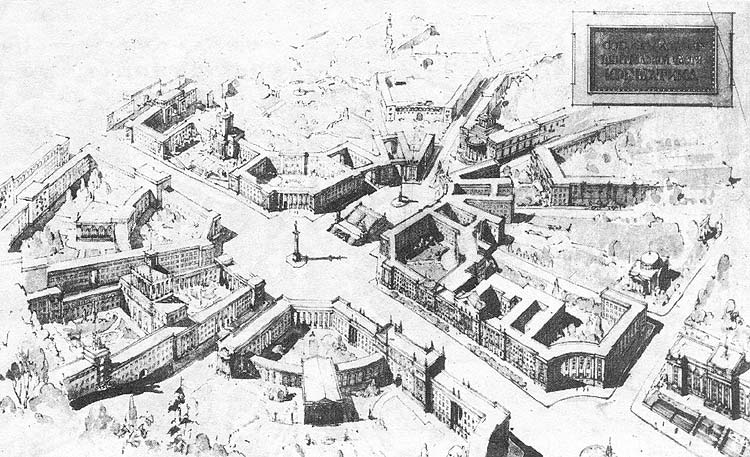
Un des 22 projets rejetés pour la reconstruction de Kiev.

Dans la politique soviétique de rationalisation du pays, toutes les villes devaient être reconstruites selon un nouveau plan d'urbanisme. Chacune était divisée en arrondissements découpés selon la géographie des villes. Des projets étaient établis pour les arrondissements entiers, transformant en profondeur l'aspect architectural des villes.
L'interaction de l'État avec les architectes constituait le facteur déterminant de cette époque. Le même bâtiment pouvait être déclaré comme étant un blasphème formaliste, puis, l'année suivante, recevoir la plus haute récompense de l'État. Des styles recherchés comme le néorenaissant d'Ivan Joltovski, le néoclassicisme pétersbourgeois d'Ivan Fomine ou l'adaptation de l'Art déco d'Alexeï Douchkine et Vladimir Chtchouko coexistaient avec de pâles imitations et des éclectismes en tout genre qui sont devenus emblématiques de cette période.

### Technologie

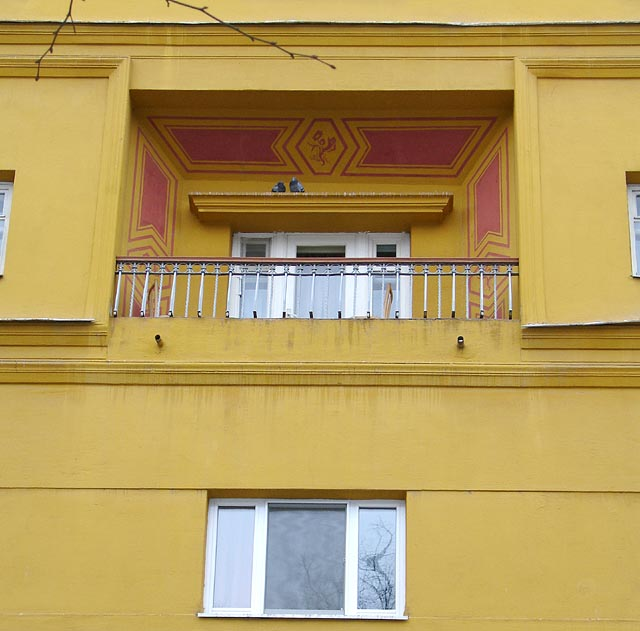
Maçonnerie recouverte de stuc. Premiers immeubles pour l'élite, étang des patriarches à Moscou. Une adaptation de l'Art déco de Vladimir Vladimirov.

Sanatorium à Saratov, une application provinciale très répandue du style stalinien.

En ce qui concerne les méthodes constructives, la plupart des édifices cachent de simples murs de brique, sous leurs décorations en stuc riches et chargées ; font exception les maisons à demi-panneaux en béton d'Andreï Bourov (ru) (comme l'immeuble en dentelle, 1939-41) et les grosses constructions comme les gratte-ciel staliniens pour lesquels le béton était plus approprié. La maçonnerie impliquait naturellement des fenêtres étroites et laissait donc de larges surfaces de mur à la décoration. Des finitions en terre cuite ignifuge commencèrent à être introduites au début des années 1950, mais étaient rarement utilisées en dehors de Moscou. La plupart des toitures étaient constituées de treillis en bois traditionnels couverts par des feuilles métalliques.
Vers 1948, les technologies constructives s'améliorèrent – du moins à Moscou – à mesure que des procédés plus rapides et moins chers devenaient disponibles. Les maisons devinrent aussi plus sûres grâce à la fin des planchers et des cloisons en bois. Les immeubles standardisés de 1948-1955 offraient le même niveau d'habitabilité que les constructions staliniennes classiques et sont considérés de même niveau par les agents immobiliers d'aujourd'hui, mais ne peuvent pas entrer dans le corpus du « style stalinien ». Idéologiquement, ils font partie de l'habitat de masse et constituent un échelon annonçant les khrouchtchevkas.

### Corpus
L'architecture stalinienne ne peut se confondre avec tout ce qui fut construit sous son règne. Elle se caractérise par une maçonnerie exigeante en capacité de travail et en délai, et ne pouvait convenir aux impératifs de la construction de masse. Quand vint le temps de la crise du logement, son manque d'efficacité signait la fin de l'architecture stalinienne et une conversion à la construction de masse généralisée, alors même que Staline était toujours vivant et en fonction.
Bien que Staline ait rejeté le constructivisme, l'achèvement de bâtiments constructivistes s'est poursuivi dans les années 1930. La construction industrielle, poussée par Albert Kahn et plus tard supervisée par Viktor Vesnine, était fortement influencée par les idées modernistes. Elle n'était pas si importante dans les plans d'urbanisme de Staline, c'est pourquoi beaucoup de ces bâtiments industriels (sauf les grands projets comme le canal de Moscou) ne tombent pas dans la catégorie d'architecture stalinienne. Même les premières phases du métro de Moscou, terminées en 1935, n'entrèrent pas dans le champ d'intérêt de Staline, et donc comprennent des apports constructivistes substantiels.
Donc le champ de l'architecture stalinienne est généralement limité aux aménagements urbains et aux immeubles résidentiels de haute et moyenne qualités, à l'exclusion absolue de l'habitat de masse, et à certains projets d'infrastructure comme le canal de Moscou, le canal Don-Volga et aux phases ultérieures du métro de Moscou.

## Contexte (1900-1931)

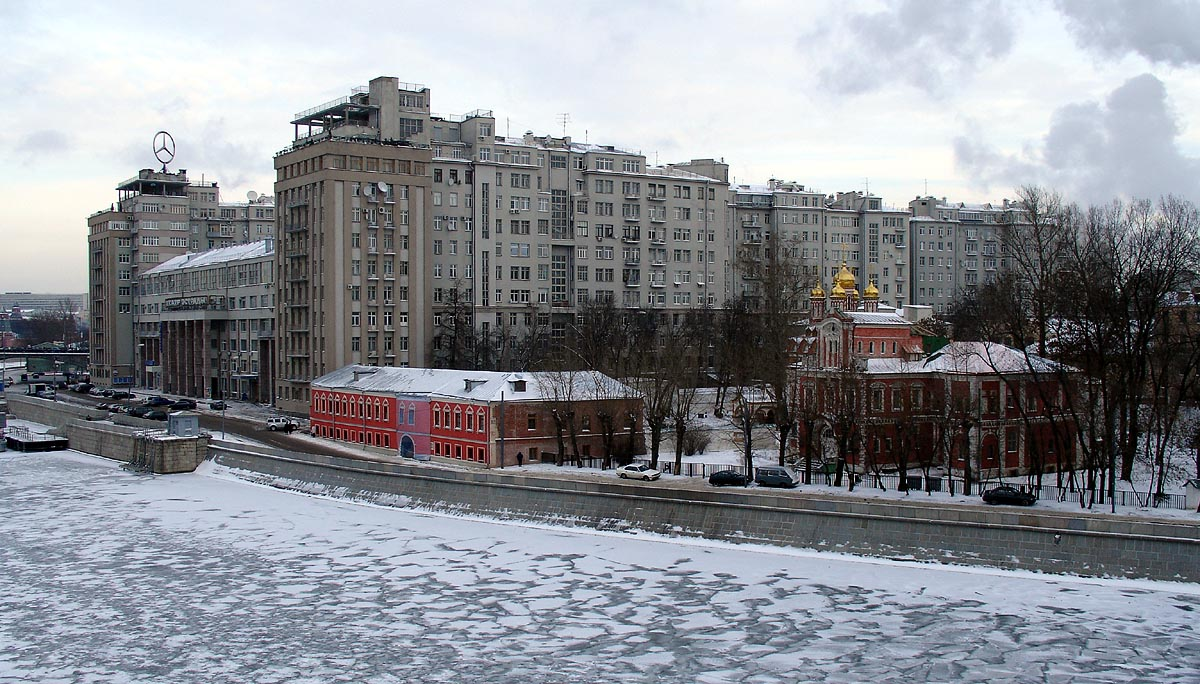
Immeuble sur le quai de Boris Iofane, 1931. Une résidence pour l'élite stalinienne, mais pas encore de l'architecture stalinienne.

Avant 1917, la scène architecturale russe était divisée entre les Russky Modern (une interprétation locale de l'Art nouveau, surtout à Moscou) et le renouveau néoclassique (plus important à Saint-Pétersbourg). L'école néoclassique formait des architectes bien aguerris comme Alekseï Chtchoussev, Ivan Joltovski, Ivan Fomine, Vladimir Chtchouko et Alexandre Tamanian ; au moment de la Révolution, ils étaient déjà des quadragénaires et étaient déjà bien établis professionnellement ; ils avaient leur propre agence, leur école et leurs adeptes. Ces figures vont devenir les patriarches de l'architecture stalinienne et produiront les meilleurs exemples de ce style.
Une autre mouvance qui émergea après la Révolution fut appelée constructiviste. Quelques-uns de ces constructivistes (comme les frères Vesnine) étaient de jeunes professionnels qui s'étaient établis avant 1917, alors que les autres terminaient juste leurs études (comme Constantin Melnikov) ou n'en avaient pas fait. Ils se regroupèrent autour de mouvements d'artistes modernes très visibles, compensant leur manque d'expérience par une exposition publique importante. Quand la NEP amena la nation dans une période de reconstruction après-guerre, cette publicité fut payante et ils accédèrent à la commande réellement. Mais l'expérience ne vient pas en une nuit, et beaucoup de leurs édifices furent critiqués pour leurs plans non rationnels, les dépassements de budget et la faible qualité de construction,.
Pendant une courte période au milieu des années 1920, la profession architecturale a procédé à la manière ancienne, avec des agences privées, des concours internationaux, des compétitions et des débats houleux par presse spécialisée interposée. Les architectes étrangers étaient les bienvenus, surtout vers la fin de cette période, quand la Grande Dépression les laissait chez eux sans commande. Parmi eux, on peut citer Ernst May, Albert Kahn, Le Corbusier, Bruno Taut et Mart Stam. La limite entre les architectes traditionalistes et les constructivistes n'était pas réellement bien définie. Joltovski et Chtchoussev employaient des modernistes en tant que cadets pour leurs projets, en même temps qu'ils incorporaient des innovations constructivistes dans leurs propres projets.
L'urbanisme se développa à part. La crise du logement dans les grandes villes et l'industrialisation de zones lointaines amenaient à la construction de masse, l'aménagement de nouveaux territoires, mais également la reconstruction de vieilles cités. Des théoriciens conçurent différentes stratégies qui engendrèrent des discussions politisées et passionnées sans beaucoup d'impact dans la pratique ; l'intervention étatique était imminente.

## Prémices (1931–1933)

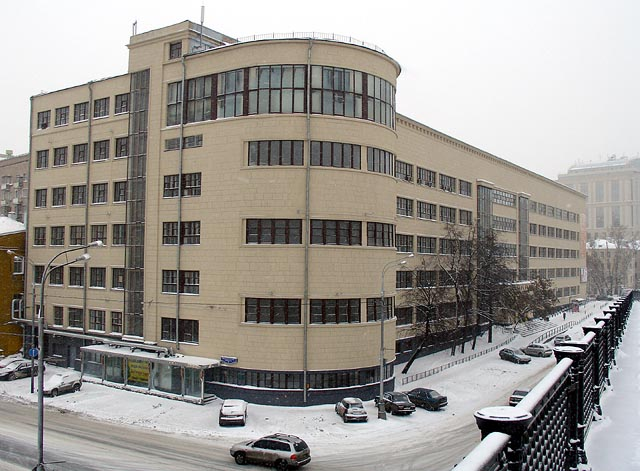
Institut textile aux lignes Art déco aérodynamiques à Moscou, immeuble constructiviste achevé en 1938

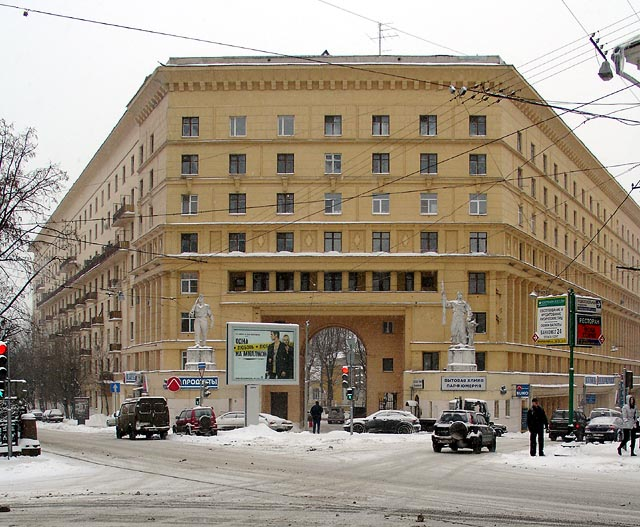
Style stalinien par un constructiviste, Ilya Golossov : Moscou, achevé en 1941

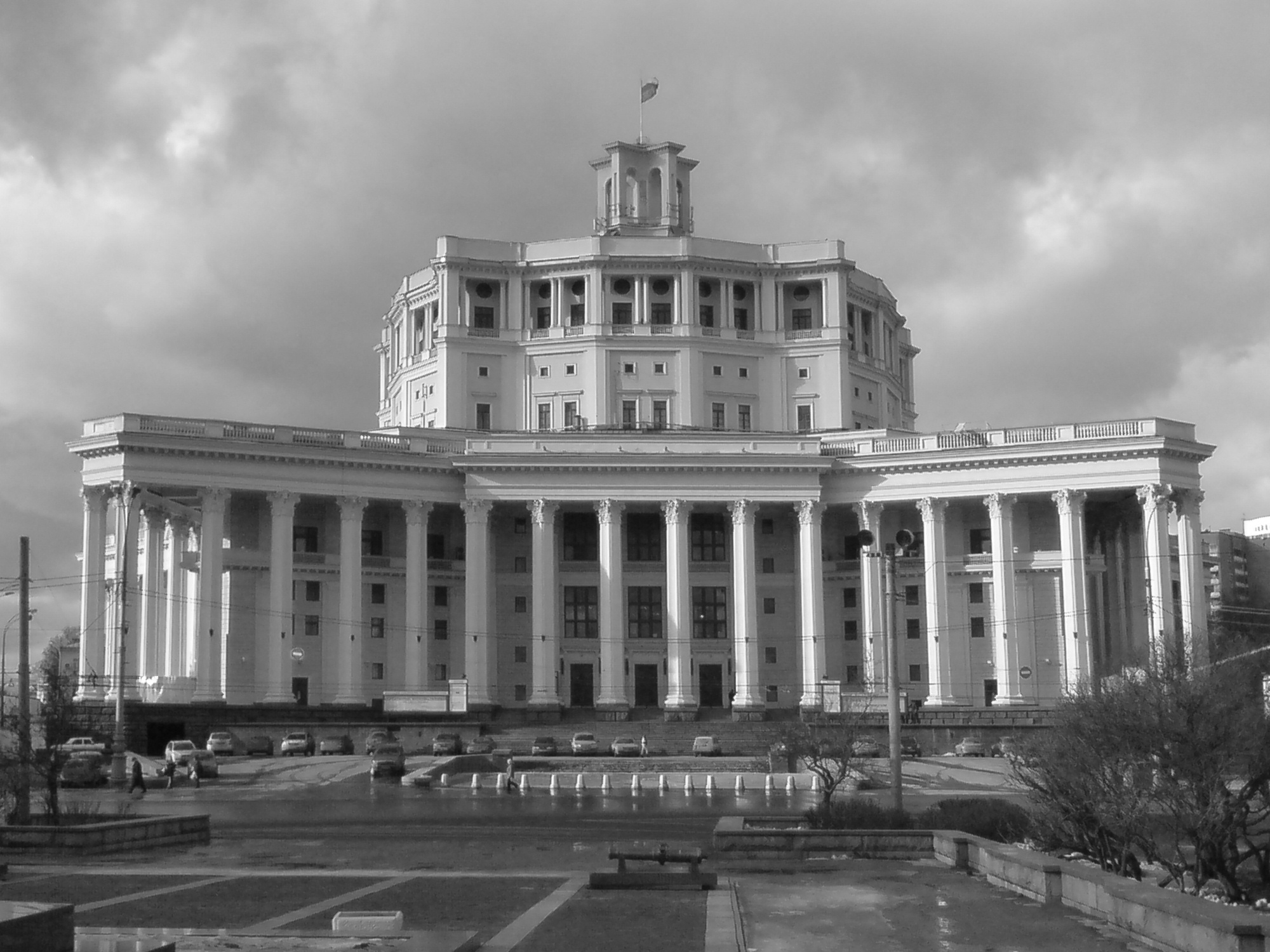
Théâtre de l'armée russe

Le goût personnel de Staline en matière d'architecture et l'ampleur de son apport personnel restent, en grande partie, matière à déduction, sujet de conjecture et recherches d'indices par le truchement des anecdotes. Les faits, ou ce qu'on en connaît grâce aux documents publics soviétiques, pourraient être résumés par le concours du palais des Soviets de 1931-1933 :
- février 1931 : les architectes soviétiques majeurs reçoivent des invitations à concourir au projet de palais des Soviets.
- juin 1931 : le plénum du Parti autorise trois grands projets : la reconstruction de Moscou, le canal de Moscou et le métro de Moscou.
- juillet 1931 : les architectes présentent 15 projets au premier concours alors qu'un deuxième, international lui, est annoncé.
- février 1932 : le prix du deuxième concours est remis à trois esquisses (Iofane, Joltovski et Hector Hamilton). Tous les projets modernistes sont écartés.
- mars 1932 : douze architectes reçoivent une invitation pour un troisième concours.
- avril 1932 : le Parti rend hors-la-loi toutes les associations artistiques indépendantes. Viktor Vesnine est désigné comme chef du Syndicat des architectes soviétiques.
- juillet 1932 : cinq architectes reçoivent une invitation à un quatrième concours.
- août 1932 : Staline (alors à Sotchi) écrit une note à Vorochilov, Molotov et Kaganovitch. Il leur explique sa vision du projet lauréat, prend les esquisses d'Iofane et propose des changements précis de certains points. Sa note, publiée pour la première fois en 2001, est la base de toutes les conjectures sur l'impact personnel de Staline sur les projets.
- février 1933 : le quatrième concours se termine sans qu'un seul vainqueur ne soit déclaré.
- mai 1933 : approbation publique des esquisses d'Iofane.
- septembre 1933 : tous les architectes de Moscou sont assignés à 20 ateliers du Mossovet (en), la plupart dirigés par des architectes traditionalistes (Chtchoussev, Joltovski, etc.)

Les architectes invités à diriger ces ateliers étaient principalement traditionalistes - Ivan Joltovski, Alekseï Chtchoussev, Ivan Fomine, Boris Iofane, Vladimir Chtchouko - mais aussi des constructivistes : Ilya Golossov, Panteleïmon Golossov, Nikolaï Kolli, Constantin Melnikov, Viktor Vesnine, Moïsseï Ginzbourg et Nikolaï Ladovski. Ceci va asseoir une importante façon de faire qui va durer jusqu'en 1955. Staline a choisi Iofane sur un projet, mais il gardait tous ces architectes rivaux à son service. Comme Dmitri Khmelnitski (ru) le dit, « la comparaison avec l'architecture nazie fonctionne jusqu’à un certain degré, mais se butte à une différence de taille. Staline n'a jamais promu qu'un seul architecte ou adopté qu'un seul style, comme Hitler avait pris Speer. Aucun groupe élitaire n'a pu se déclarer vainqueur [...] ni les constructivistes ni les traditionalistes [...] Staline se fabriquait ses "Speer" de tous ceux qu'il pouvait trouver. »
Un autre point important est qu'avant la dissolution des groupes indépendants, les grands projets de Staline avaient créé des milliers d'emplois. En conséquence, la jeunesse turbulente et bruyante fut absorbée par la réalité de la pratique et s'abstint de toute réclamation – à l'instar de leur aînés.

## Architecture stalinienne d'avant-guerre (1933-1941)

### Style stalinien précoce (1933-1935)

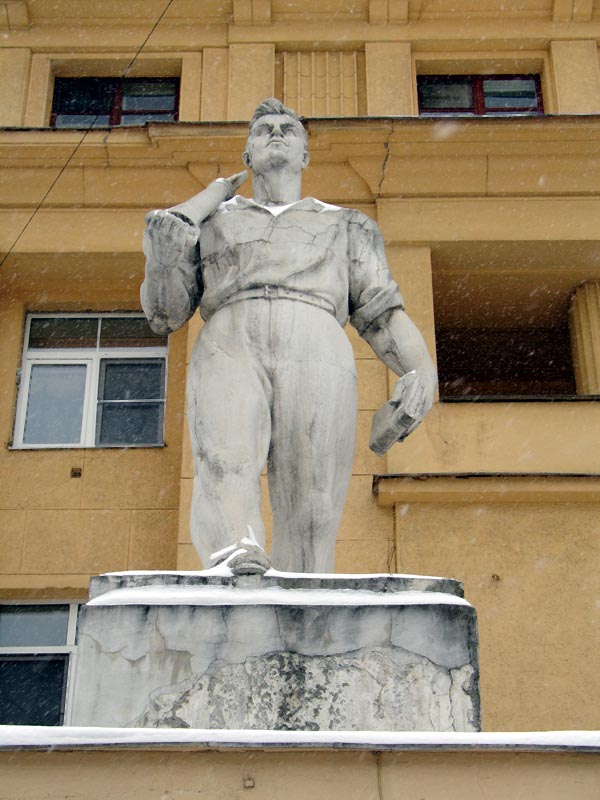
Statue de style socialiste réaliste devant l'immeuble d’Ilya Golossov

Les premières années de l'architecture stalinienne sont marquées par des bâtiments-objets ou, au moins, des projets d'un seul bloc. Constituer de vastes surfaces à Moscou se révélera finalement plus ardu que de raser des quartiers historiques. Les trois plus importants monuments de Moscou de cette période se tiennent sur la même place, tous bâtis entre 1931 et 1935, bien que chaque projet ait évolué indépendamment, avec un souci a minima de la composition d'ensemble (voir les photographies des films d'avant-guerre, 1936, 1938, 1939). Chacun est le paradigme d'une tendance qui va se ramifier durant les deux décennies suivantes :
- l'immeuble de la rue Mokhovaïa de Joltovski, une fantaisie italianisante renaissante, annonce les façades luxueuses qu'on verra après-guerre (le style impérial stalinien). Cependant, sa taille reste dans les normes des bâtiments du XIXe siècle,
- l'hôtel Moskva d'Alekseï Chtchoussev. Cette typologie de style ne sera pas très présente à Moscou (la tour au sommet du hall Tchaïkovsky ne sera jamais terminée), mais de grands édifices similaires vont voir le jour à Bakou et Kiev. Les minces arches romaines des balcons vont être très répandues à travers tout le pays dans les années 1930. Après la guerre, elles persisteront dans les villes du sud, mais disparaîtront complètement de Moscou,
- et enfin le bâtiment du STO d'Arkadi Langman (ru) (plus tard du Gosplan, aujourd'hui siège de la Douma) : un édifice modeste, mais charmant avec des détails dans le sens de la hauteur. Ce style qui est une adaptation astucieuse de l'Art déco américain requérait des finitions onéreuses en pierre et en métal, son développement fut donc limité – la Maison des Soviets à Léningrad, terminée en 1941, et la rue Tverskaïa à Moscou.

Une branche à part, appelée Stalinisme précoce ou Postconstructivisme, se développa de 1932 à 1938. Elle constitue à la fois une adaptation simplifiée de l'Art déco (à travers des architectes comme Chtchouko et Iofane) et l'évolution du Constructivisme vers le Néoclassicisme (avec par exemple Ilya Golossov, Vladimir Vladimirov). Ces immeubles conservaient les formes simples rectangulaires et les larges surfaces vitrées du Constructivisme, mais avec des balcons, des portiques et des colonnes ornés (souvent les colonnes sont fines et à section carrée). Dès 1938, ce style s'éteint et ne connaîtra pas de regain après la guerre.

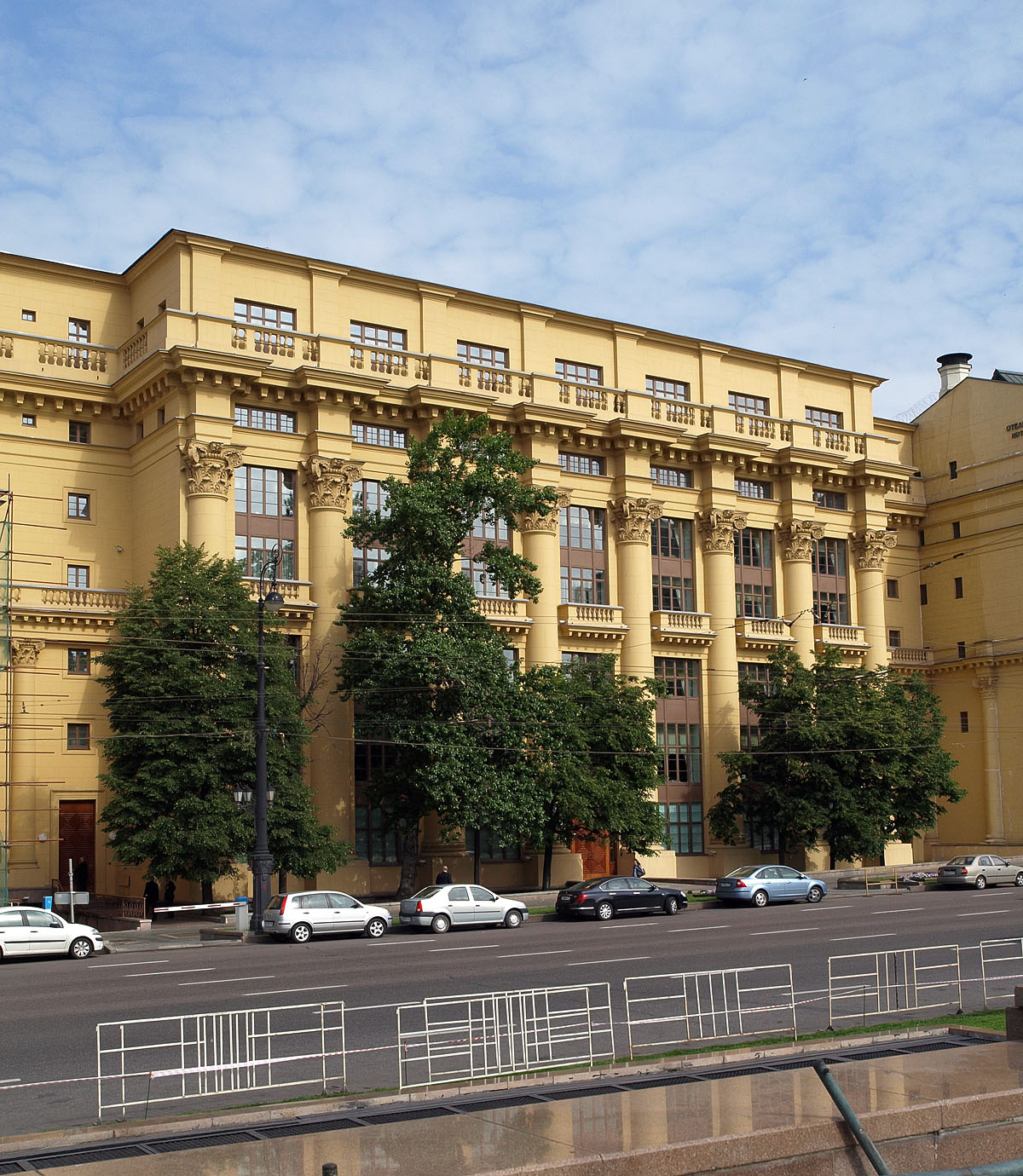
Immeuble de la rue Mokhovaïa d'Ivan Joltovski, 1931-1934.
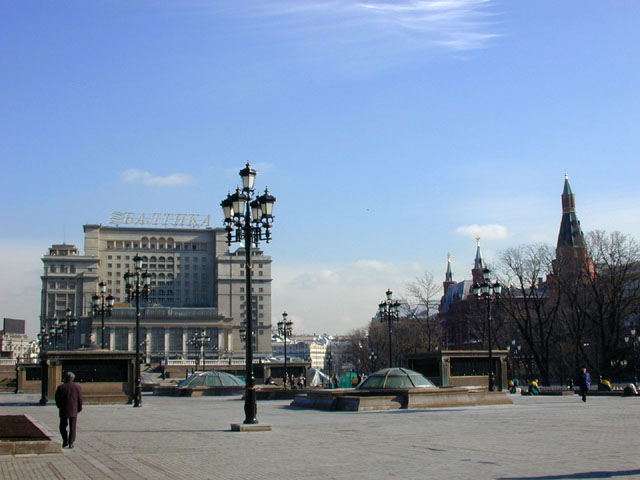
Hôtel Moskva d'Alekseï Chtchoussev, 1932-1935.
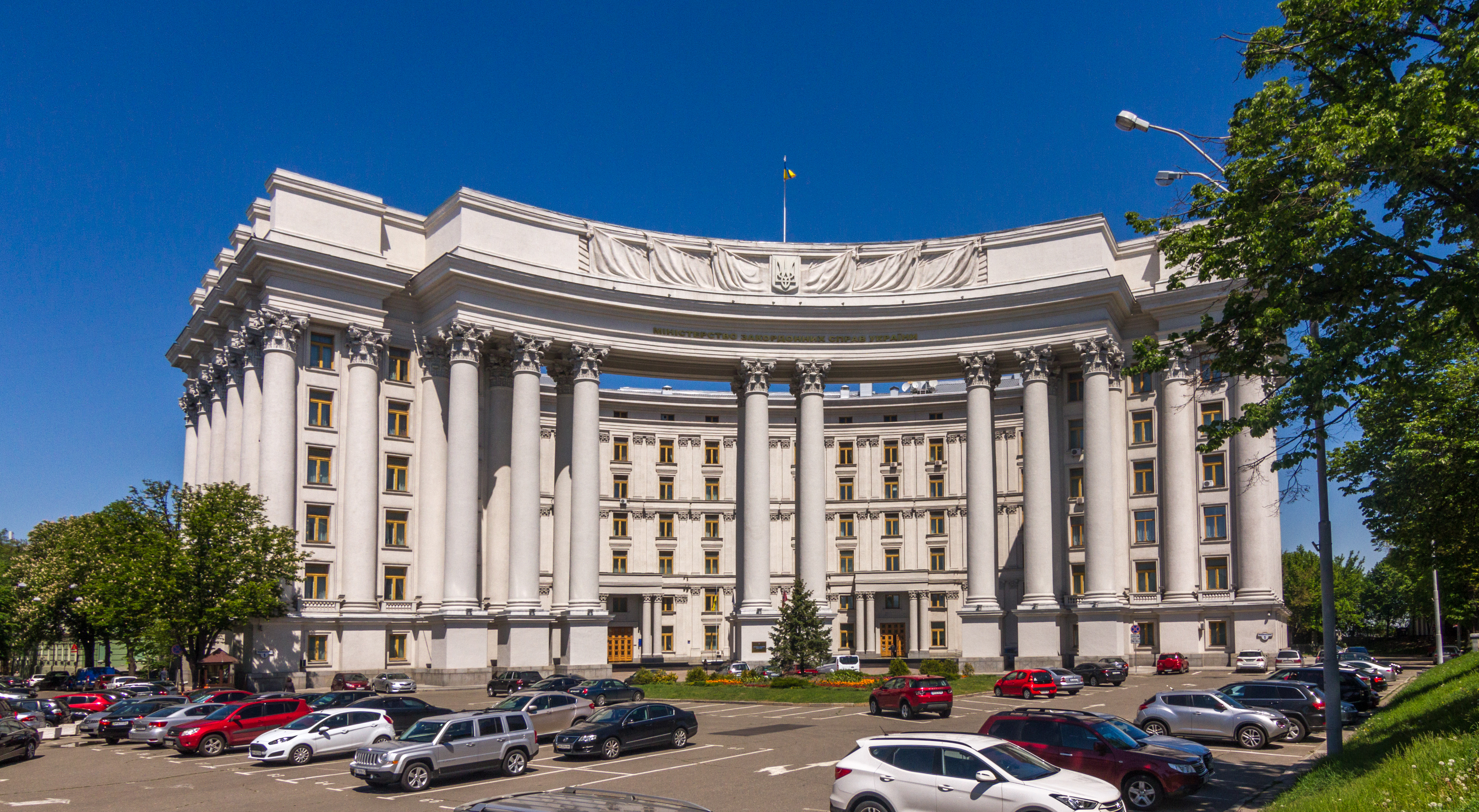
Ministère des Affaires étrangères ukrainien, Kiev, 1934-1938.

### Plan d'urbanisme de Moscou (1935)
Les projets de monuments isolés menaçaient de devenir un bric-à-brac de bâtiments de tous styles et toutes tailles. En juillet 1935, l'État évalua la situation et finalement promulgua un décret sur le plan d'urbanisme de Moscou. Ce plan, entre autres choses, indiquait clairement quelques directions urbanistiques voulues par Staline :
- les nouveaux aménagements devaient procéder par tranches de grands ensembles, et non par bâtiments isolés,
- la taille des îlots devait augmenter, passant d'une surface d'environ 1,5 à 2 ha à une surface de 9 à 15 ha,
- les nouveaux aménagements devaient se limiter à une densité de 400 habitants par hectare,
- les immeubles devaient avoir au moins 6 étages ; de 7, 10 à 14 étages sur les grands axes prestigieux,
- les quais étaient des axes de prestige réservés aux habitations de haut standing et aux bureaux[15].

Ce règlement bannissait de fait les constructions de masse bon marché dans la vieille ville et les axes prestigieux, de même que les maisons individuelles familiales. Le développement des ensembles bon marché va se faire dans des zones excentrées, mais la plupart des fonds vont satisfaire en priorité les projets résidentiels neufs et onéreux qui plaçaient la façade et la pompe avant les besoins triviaux de ces villes surpeuplées.

### Avenues de Moscou (1938-1941)

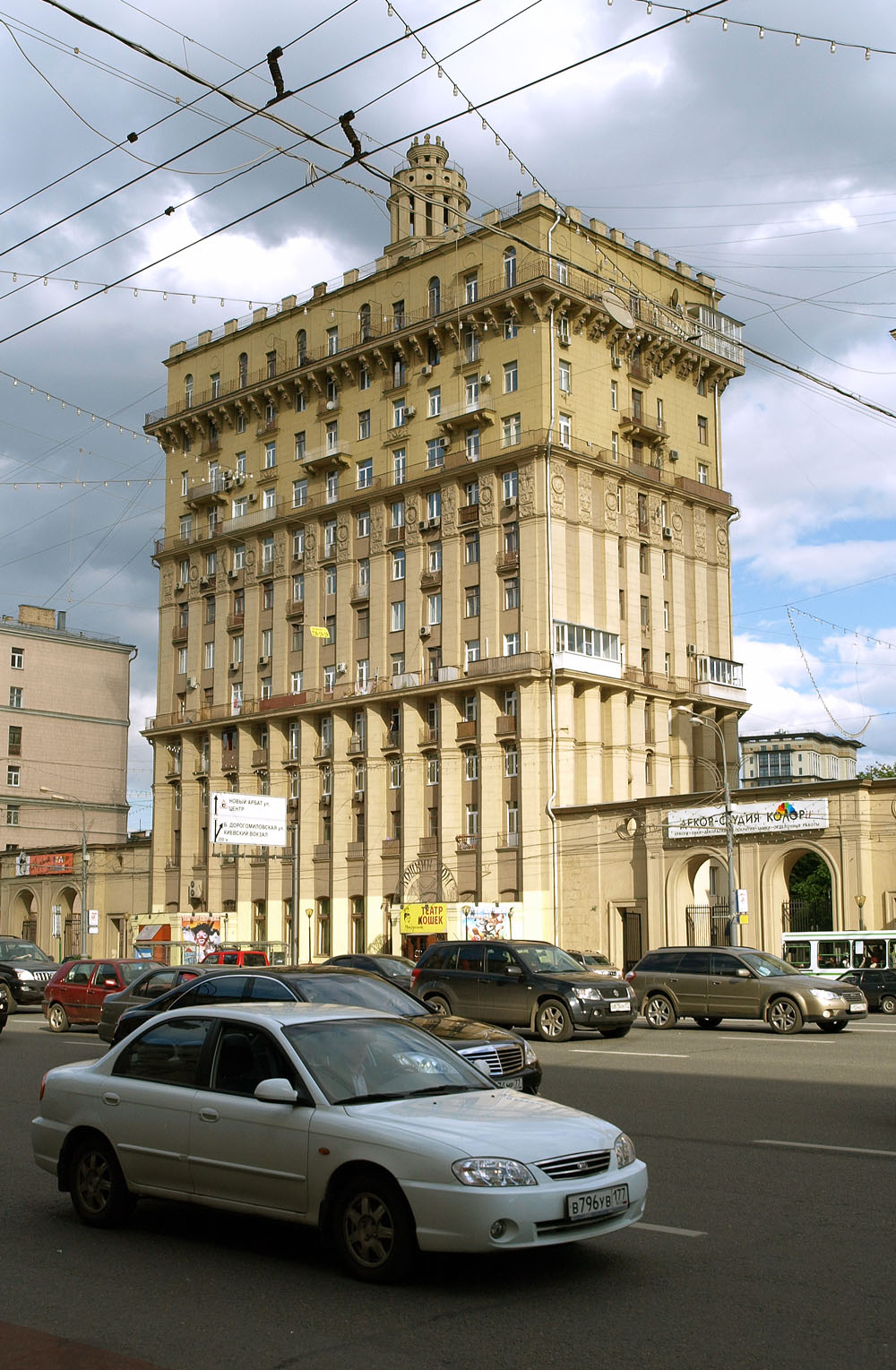
Les tours jumelles de Rosenfeld à Dorogomilovo ; achèvement en 1946 du plan d'urbanisme de 1938-1941

À la fin des années 1930, l'industrie de la construction avait suffisamment d'expérience pour construire de vastes aménagements urbains sur plusieurs îlots – bien que tous fussent à Moscou. Les trois projets les plus importants furent :
- rue Gorki (Tverskaïa) où Arkadi Mordvinov (en) testa ce qu'on a appelé la méthode en flux, gérant en parallèle plusieurs chantiers à différents stades d'avancement. De 1937 à 1939, Mordvinov acheva la reconstruction de la tranche centrale de la rue Gorki au boulevard circulaire (avec quelques exceptions comme le quartier du Mossovet),
- Dorogomilovo (dont une partie de l'actuelle perspective Koutouzovski). À la différence des rangées uniformes et serrées des immeubles de la rue Gorki, la route de Dorogomilovo fut bordée d'immeubles fort variés avec des respirations entre eux. Ce fut une tranche expérimentale pour Bourov, Rosenfeld (ru) et d'autres architectes montants. Ces bâtiments ne furent pas aussi minutieusement bâtis que sur Tverskaïa, et les planchers et les cloisons en bois, les extérieurs en stuc vont finalement faire augmenter les coûts d'entretien. Pourtant, c'est ici que va naître le style impérial stalinien, dans sa forme la plus claire,
- Bolchaïa Kaloujskaïa (aujourd'hui perspective Léninski), une opération immobilière similaire de grands ensembles standards en périphérie à l'est du parc Gorki.

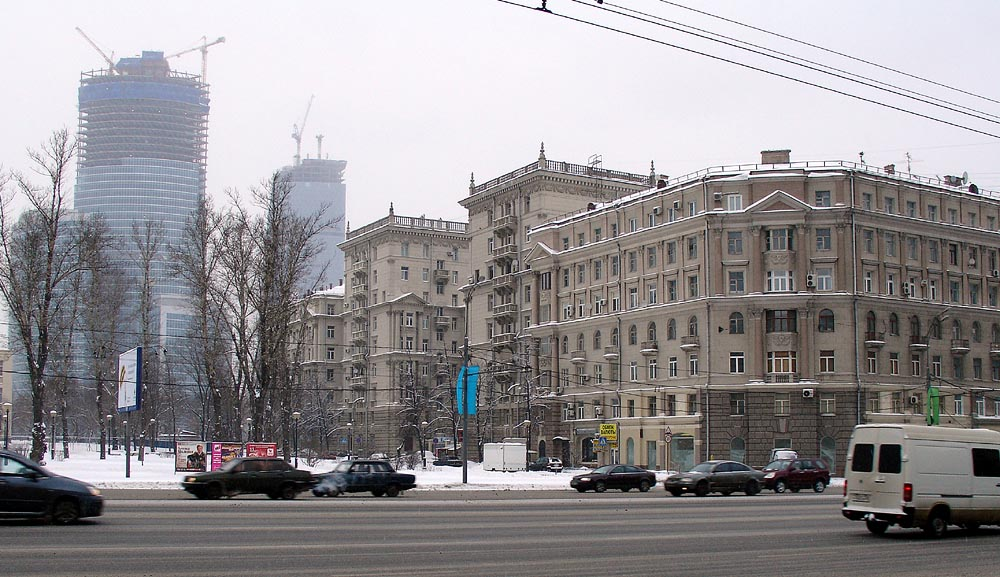
Koutouzovski 26, résidence de Brejnev et de Souslov, avec la "Moskva-City" en toile de fond.
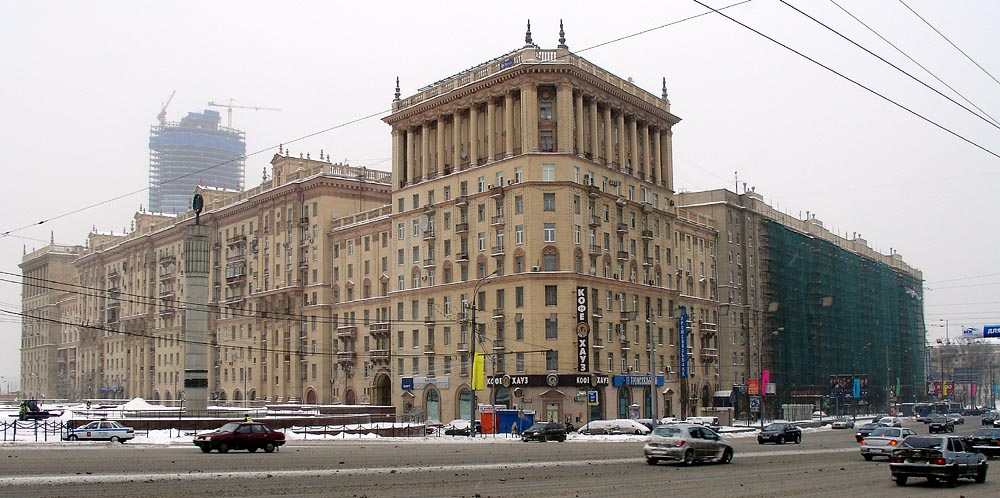
Dorogomilovo ouest, « portail » de la ville
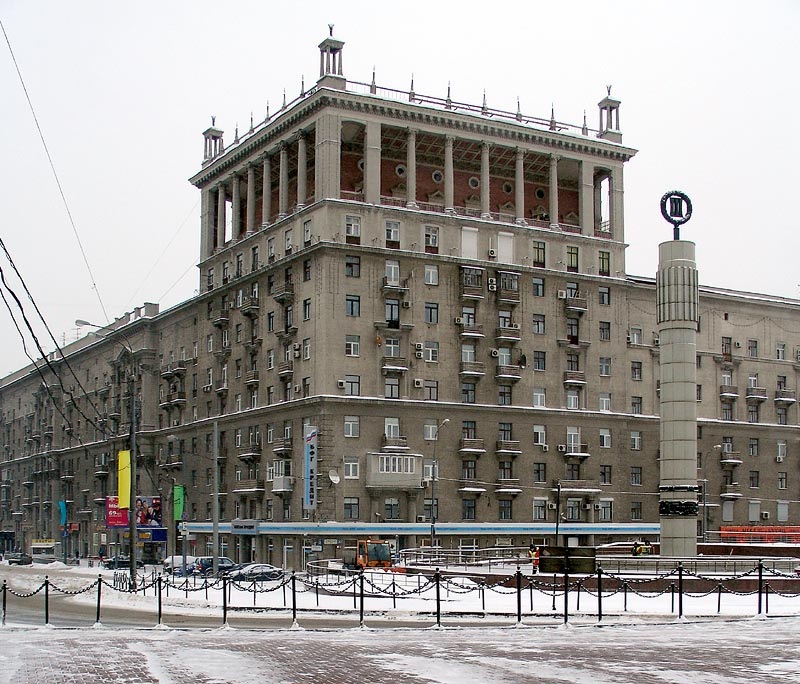
Dorogomilovo ouest. L'obélisque a été ajouté dans les années 1990.
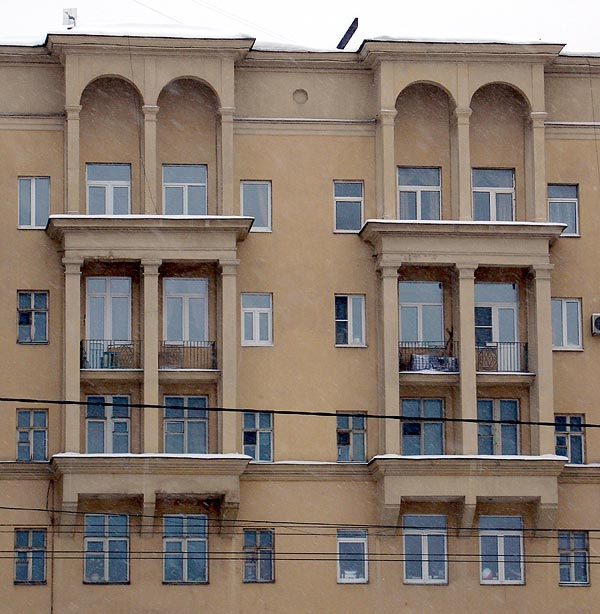
Minces arches méditerranéennes, typiques des années 1930

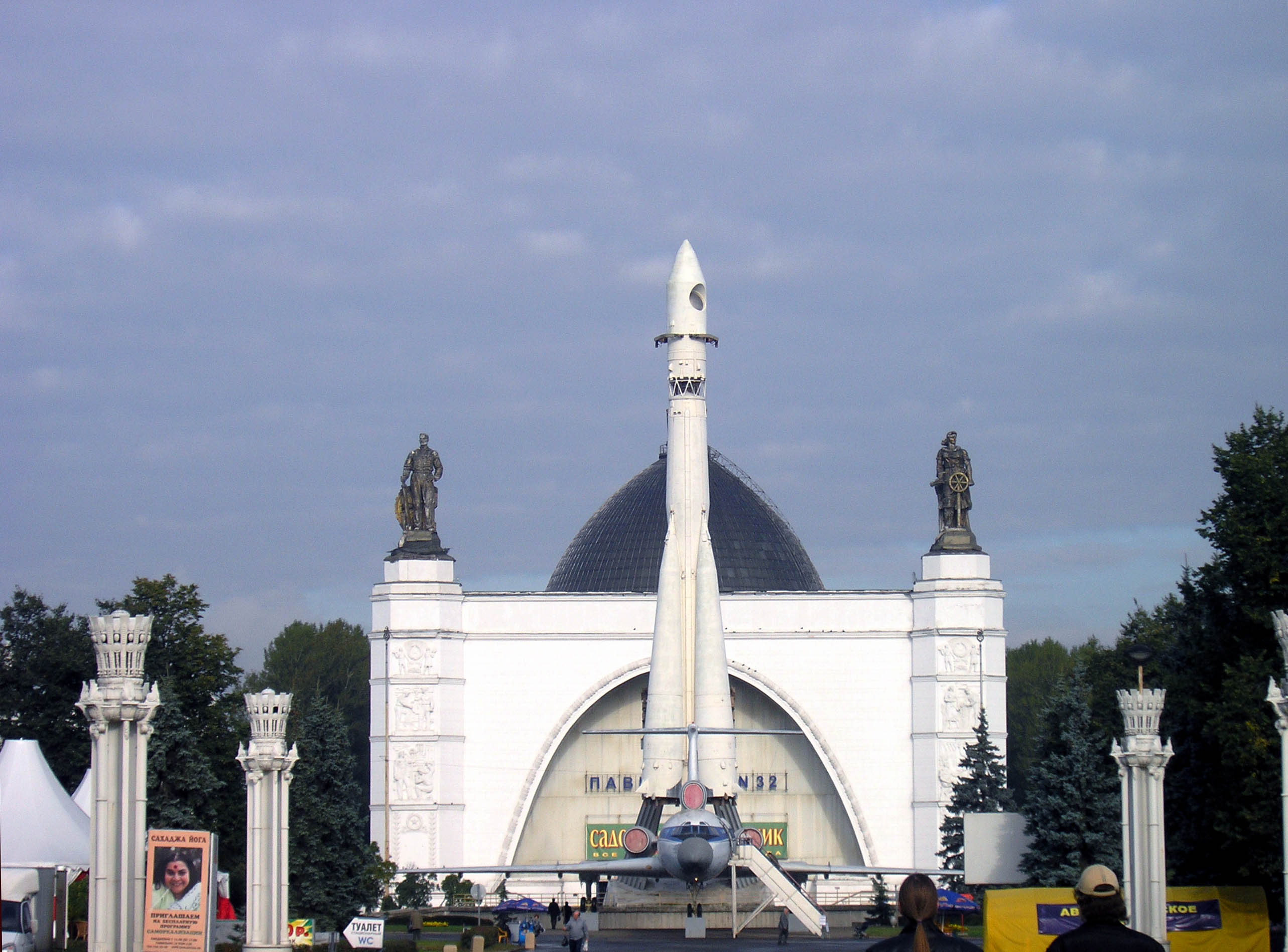
Le pavillon Cosmos, aujourd'hui, est un des pavillons d'origine de 1939, remanié dans les années 1950. La fusée a remplacé le visage de Staline (à peu près de la même taille).

### Foire agricole de l'Union soviétique (1939)
En 1936, le lieu d'exposition de la foire agricole annuelle déménagea sur un site libre au nord de Moscou. Dès le 1er août 1939, plus de 250 pavillons étaient construits sur un terrain de 1,36 km². L'Ouvrier et la Kolkhozienne, la statue monumentale de Vera Moukhina surmontant le pavillon soviétique de l'Exposition de Paris de 1937, fut réinstallée à l'entrée du site. Des pavillons furent créés dans les différents styles des républiques soviétiques et des régions ; une petite promenade dans ce parc permettait de faire le tour de cet immense pays. Le pavillon central de Vladimir Chtchouko se basait en partie sur les dessins de Joltovski pour le projet avorté du palais des Soviets de 1932. Contrairement aux autres édifices « nationaux », il n'a pas survécu (le portail central et les pavillons principaux ont été reconstruits au début des années 1950).
Les pavillons de 1939 ayant survécu sont les dernières et uniques traces de la propagande monumentale de Staline sur leur site d'origine. Ces objets de propagandes n'étaient pas conçus pour durer (comme le Hall des trophées de guerre de Chtchoussev dans le parc Gorky), certains ont été abattus en 1956 lors de la déstalinisation, d'autres sont tout simplement tombés en ruine.

## Après-guerre (1944-1950)

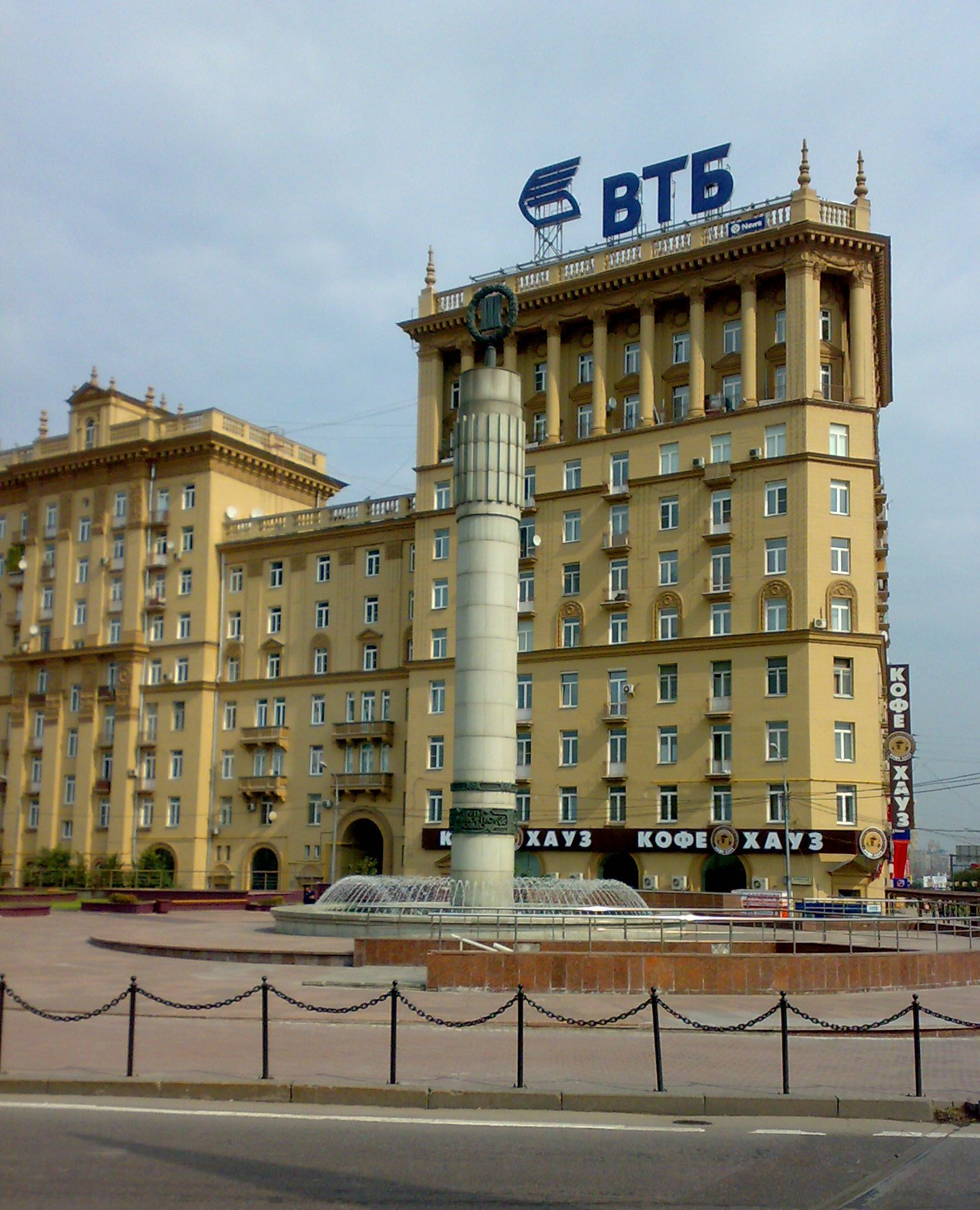
Immeuble stalinien sur la perspective Koutouzovski, Moscou

L'architecture d'après-guerre, parfois perçue comme un style uniforme, était fragmentée en au moins quatre embranchements :
- des opérations de résidences luxueuses et de bureaux à large échelle comme la perspective Moskovski à Léningrad ou la perspective Léninski à Moscou,
- des projets d'infrastructure d'envergure (métros à Léningrad et Moscou, le canal Volga-Don),
- reconstruction des dommages de guerre à Koursk, Minsk, Kiev, Smolensk, Stalingrad, Voronej et des centaines d'autres villes plus petites,
- la campagne menée en faveur des technologies nouvelles et bon marché pour résoudre la crise du logement, patente depuis 1948 et politique officielle depuis 1951,
- la construction de villes nouvelles, principalement en Sibérie : Novossibirsk, Kemerovo, Dzerjinsk et ailleurs encore.

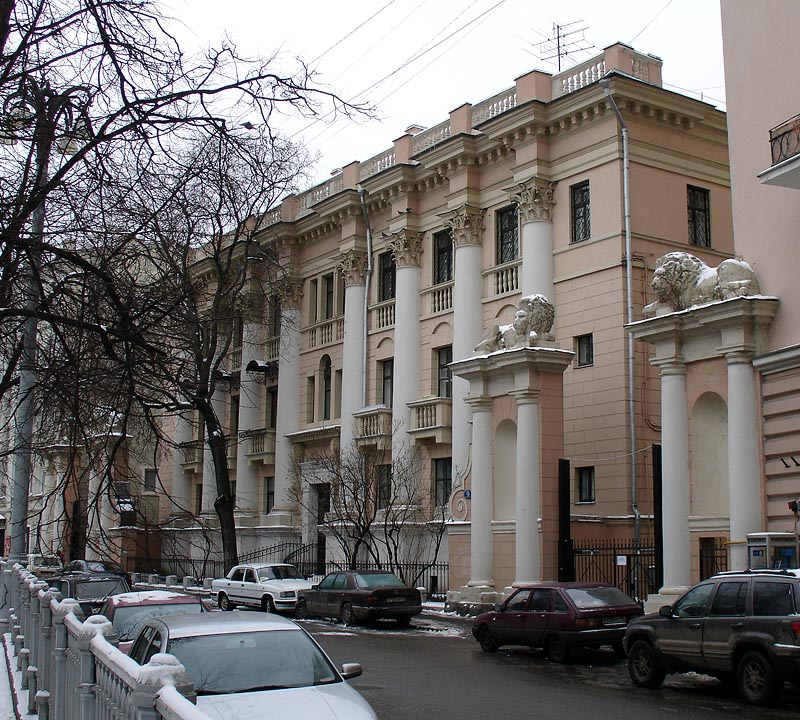
Villa des lions, 1945, marais des patriarches à Moscou. Immeuble résidentiel urbain.

La construction de logements dans les villes d'après-guerre était clairement séparée en fonction de la classe des locataires. Aucun effort n'était fait pour dissimuler le luxe ; parfois c'était manifeste, parfois délibérément exagéré (en contraste avec le strict immeuble sur les quais d'Iofane). Les résidences campagnardes de Staline, dignes d'un roi, étaient ce qu'il y avait de mieux ; ainsi la Villa aux lions de 1945 dessinée par Ivan Joltovski, une luxueuse résidence de ville pour les maréchaux de l'Armée rouge. Les appartements pour maréchaux de Lev Roudnev en 1947, dans le même îlot, est juste un cran en dessous, elle aussi une résidence rutilante, mais avec un aspect extérieur un peu moins clinquant. Il y avait un type de logement pour chaque degré dans la hiérarchie de Staline.
Les immeubles pour les classes supérieures peuvent facilement être identifiés par des détails révélateurs comme l'espace entre les fenêtres, les appartements avec terrasse et oriels. Parfois, le rang et la profession des locataires se répercutent dans l'ornementation, parfois par des plaques commémoratives. Il est à noter qu'il s'agit là d'une pratique essentiellement moscovite ; dans les plus petites villes, l'élite sociale se résumait à une ou deux classes. Saint-Pétersbourg a, elle, toujours pu fournir des appartements prérévolutionnaires luxueux.

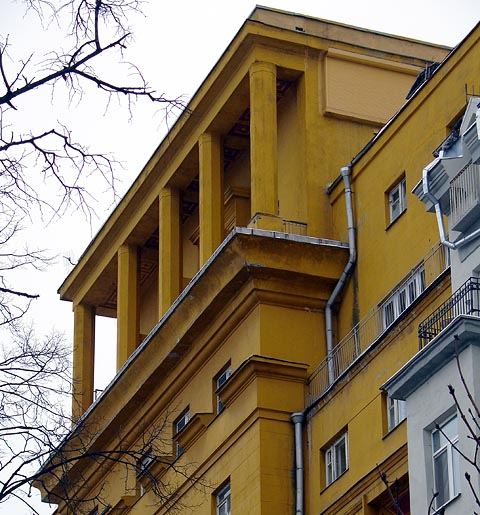
Appartement-terrasse, bâtiment constructiviste d'avant-guerre de Vladimir Vladimirov.
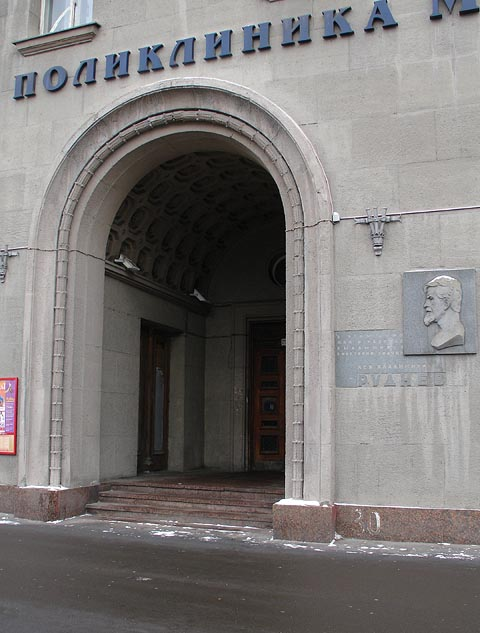
Entrée avec des vues latérales pour la sécurité. Immeuble pour maréchaux de Roudnev, 1947
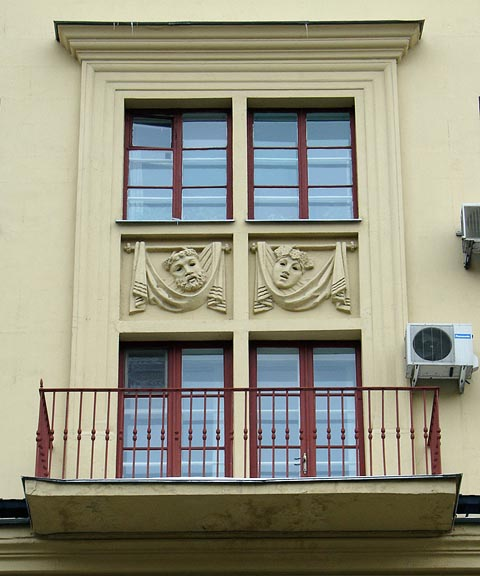
Les détails indiquent la couche sociale - immeuble pour acteurs, rue Gorki
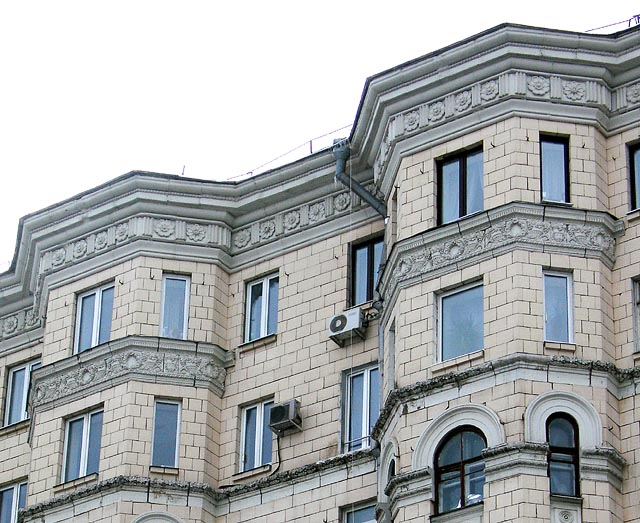
Oriels, un autre signe extérieur de condition sociale, un immeuble de Rosenfeld (ru) de la fin de 1952.

### Métropolitain (1938-1958)
Le métro de Moscou à un premier stade (1931–1935) apparut comme un service urbain parmi d'autres. Il y avait beaucoup de propagande autour de sa construction, mais le métro en lui-même n'était pas perçu comme un dispositif de propagande. « Contrairement aux autres projets, le métro de Moscou ne fut jamais appelé le "métro de Staline". » Les architectes plus âgés restèrent à l'écart de ce projet, laissant le champ libre aux plus jeunes. Les enjeux changèrent dès la deuxième phase des travaux en 1935. Cette fois le métro était devenu une affaire politique et bénéficia d'un budget bien supérieur. La deuxième phase donne des exemples du style stalinien comme Maïakovskaïa (1938), Élektrozavodskaïa et Partizanskaïa (1944). Les stations construites en 1944 furent les premiers mémoriaux permanents de la Grande Guerre patriotique.
Après la guerre, les architectes attendaient en ligne pour les concours du métro ; la première ligne après la guerre fut terminée en 6 ans (un tronçon de 6,4 km de la ligne circulaire). Ces stations furent dédiées à la Victoire. Plus de noms comme Komintern ou Révolution mondiale, mais une ode au stalinisme victorieux et nationaliste. La station Oktiabrskaïa de Léonid Poliakov (ru) fut construite tel un temple classique, avec un autel bleu ciel étincelant derrière des vantaux en fer – une sacrée entorse à l'athéisme d'avant-guerre. Pour voir cet autel, les usagers devaient passer devant un long alignement de banderoles en plâtre, de chandeliers en bronze et d'imageries militaires en tout genre. La station Park koultoury était décorée de véritables lustres gothiques, encore une autre entorse. Métrostroï mit en place ses propres usines de marbre et de charpentes, produisant 150 solides colonnes en marbre d'un seul bloc pour ce petit tronçon. Le deuxième tronçon de la ligne circulaire fut un hommage au Labeur héroïque (à l'exception de la station Komsomolskaïa de Chtchoussev, décorée pour raconter le discours de Staline du 7 novembre 1941).

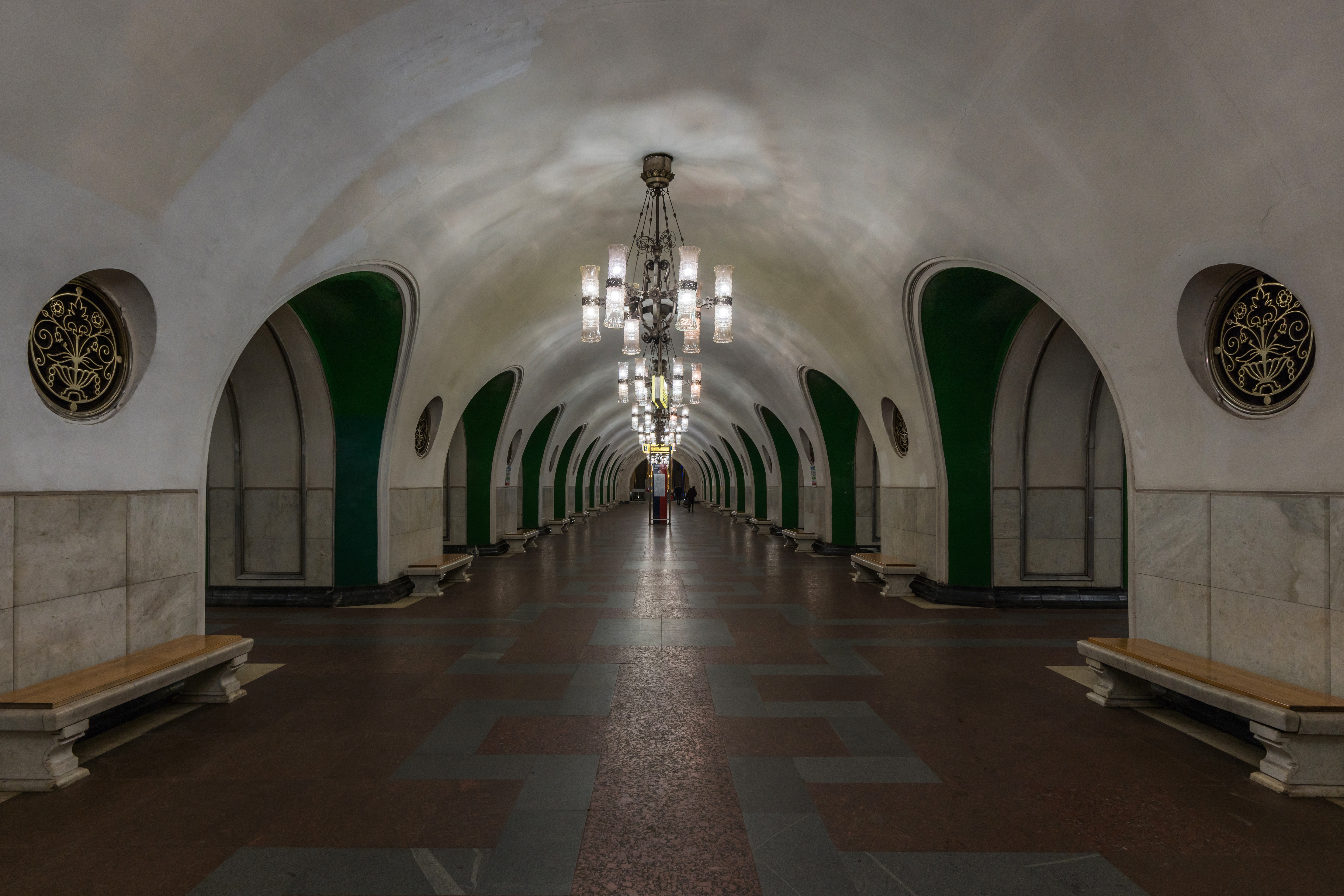
VDNKh, ouverte en 1958, dénudée de ses excès. Une toile peinte verte remplace les mosaïques de.

Le 4 avril 1953, les usagers furent avertis que le tronçon de 1935 d'Aleksandrovski Sad, alors Kalininskaïa, à Kievskaïa était fermé pour de bon et remplacé par une ligne flambant neuve et plus en profondeur. Aucune explication de ce changement onéreux n'existe ; toutes les spéculations tournent autour la fonction d'abri anti-bombes. Une des stations, Arbatskaïa de Léonid Poliakov, devint la plus longue station du réseau, 250 mètres au lieu des 160 standard, et sûrement aussi la plus extravagante. « Dans une certaine mesure, c'est du baroque pétrine moscovite, pourtant en dépit des références historiques, cette station est hyperbolique, éthérée et fantastique. » Pour être vraiment précis ses voûtes sont, en fait, paraboliques.
Les canons staliniens furent officiellement condamnés quand deux tronçons supplémentaires, vers Loujniki et vers VDNKh, étaient en construction. Ces stations, achevées en 1957 et 1958, furent en grande partie ravalées pour gommer les excès, mais architecturalement elles sont dans la lignée du style stalinien. La date du 1er mai 1958, à laquelle la dernière de ces stations fut ouverte, marque la fin des toutes dernières constructions staliniennes.

### Les «sept sœurs» (1947-1955) et leurs copies

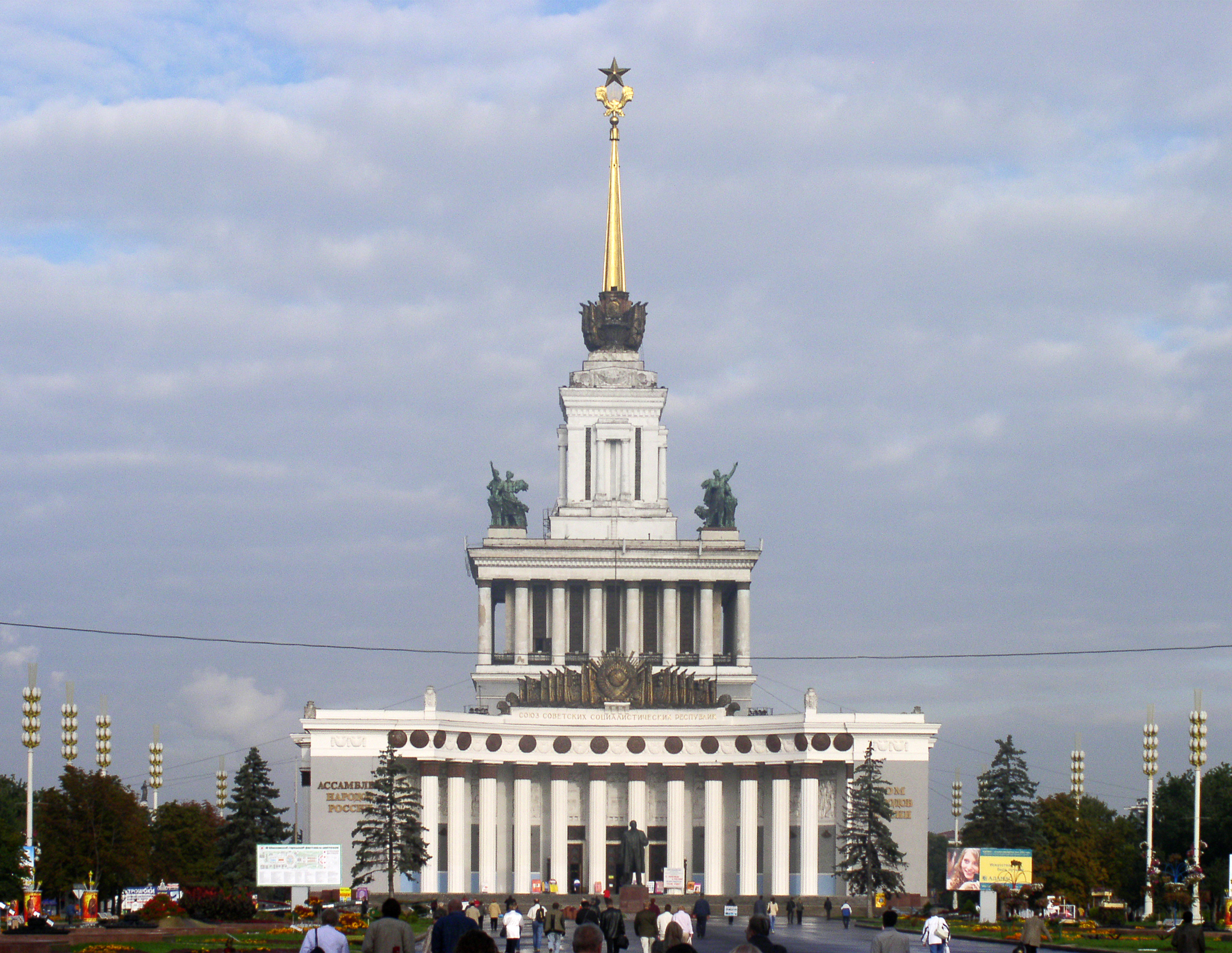
Une petite sœur des « sept sœurs » : pavillon central du centre panrusse des expositions (1954)

L'idée qu'eut Staline en 1946 de zébrer l'horizon de Moscou de gratte-ciel aboutit à un décret de janvier 1947, point de départ d'une campagne de propagande de six ans. En même temps que ce bond en avant officiel, en septembre 1947, huit sites furent repérés (celui de Zariadié sera par la suite abandonné – les sept gratte-ciel restants seront surnommés les « sept sœurs »). Huit équipes de concepteurs dirigées par la nouvelle génération d'architectes en chef (de 37 à 62 ans) exécutèrent un nombre impressionnant d'esquisses ; il n'y eut pas de concours ouvert ou de commission d'évaluation, ce qui est un indicateur du degré d'implication de Staline.
Tous les principaux architectes furent récompensés du prix Staline en avril 1949 pour leurs travaux préliminaires ; des corrections et des modifications suivront jusqu'à un stade avancé des chantiers. Toutes les constructions ont employé des structures en acier très techniques avec des planchers en béton et du remplissage en maçonnerie, le tout reposant sur des fondations de radiers en béton (qui parfois requéraient une technologie ingénieuse pour retenir l'eau).
Les projets de gratte-ciel demandèrent beaucoup de nouveaux matériaux (surtout des céramiques) et de nouvelles technologies ; résoudre cette demande contribua au développement ultérieur du logement et des infrastructures. Cependant, ces projets grevèrent le budget de la construction classique qui connut un ralentissement, alors que le pays était encore pour une large part en ruine. Le bilan de ces projets sur les réels besoins urbains peut être apprécié avec les chiffres suivants :
- En 1947, 1948 et 1949, Moscou se dota de 100 000, 270 000 et 405 000 m2 de logement.
- Les projets de gratte-ciel dépasseront les 500 000 m2 (à un prix au m² supérieur)[26].

Des gratte-ciel similaires furent érigés à Varsovie et Riga ; la tour de Kiev fut achevée sans couronnement ni flèche.
L'érection de toutes ces « sœurs » et le battage médiatique fait autour depuis 1947 virent fleurir sur tout le territoire de petites répliques. Des tours de huit ou douze étages furent construites au milieu des bâtiments de quatre à cinq étages des centres régionaux d'après-guerre. Le pavillon central du centre panrusse des expositions, rouvert en 1954, mesure 90 mètres de haut, a un hall principal ressemblant à une nef de cathédrale, 35 mètres de haut et 25 de large, avec des sculptures et des fresques de style stalinien.
On retrouve des tours jumelles flanquant les grandes places dans les villes allant de Berlin à la Sibérie :

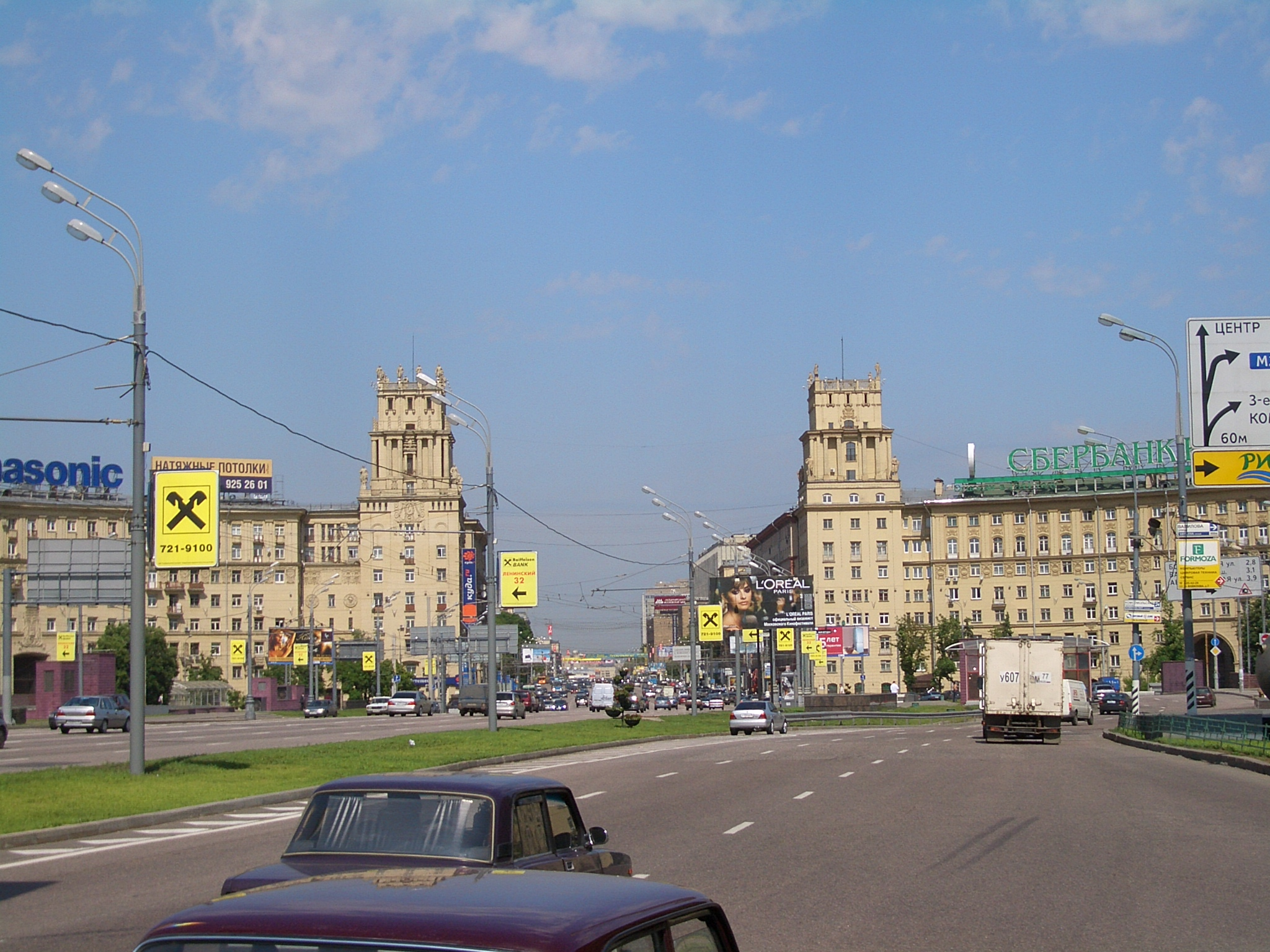
Place Gagarine à Moscou. À remarquer : les finitions différentes
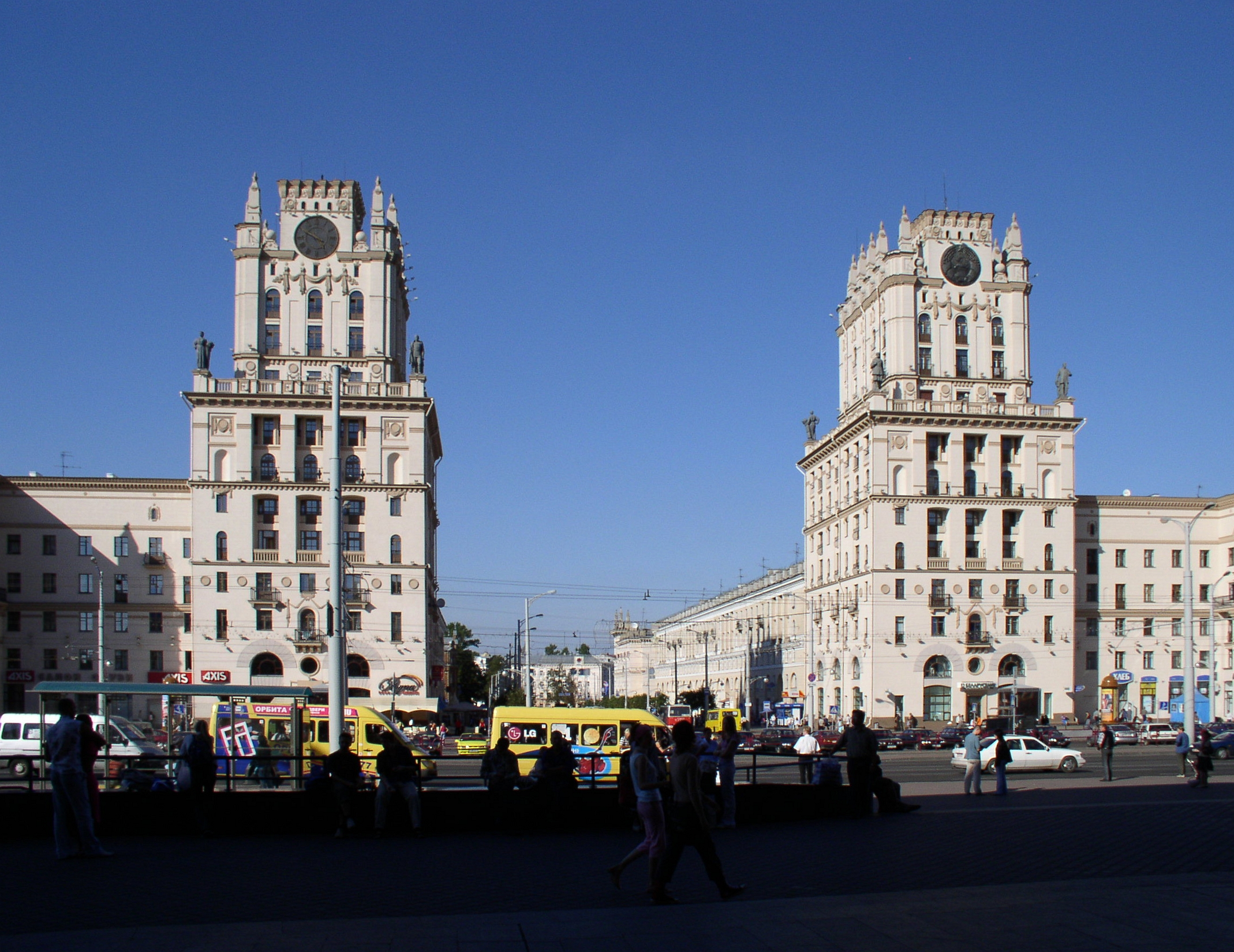
Place de la gare centrale de Minsk
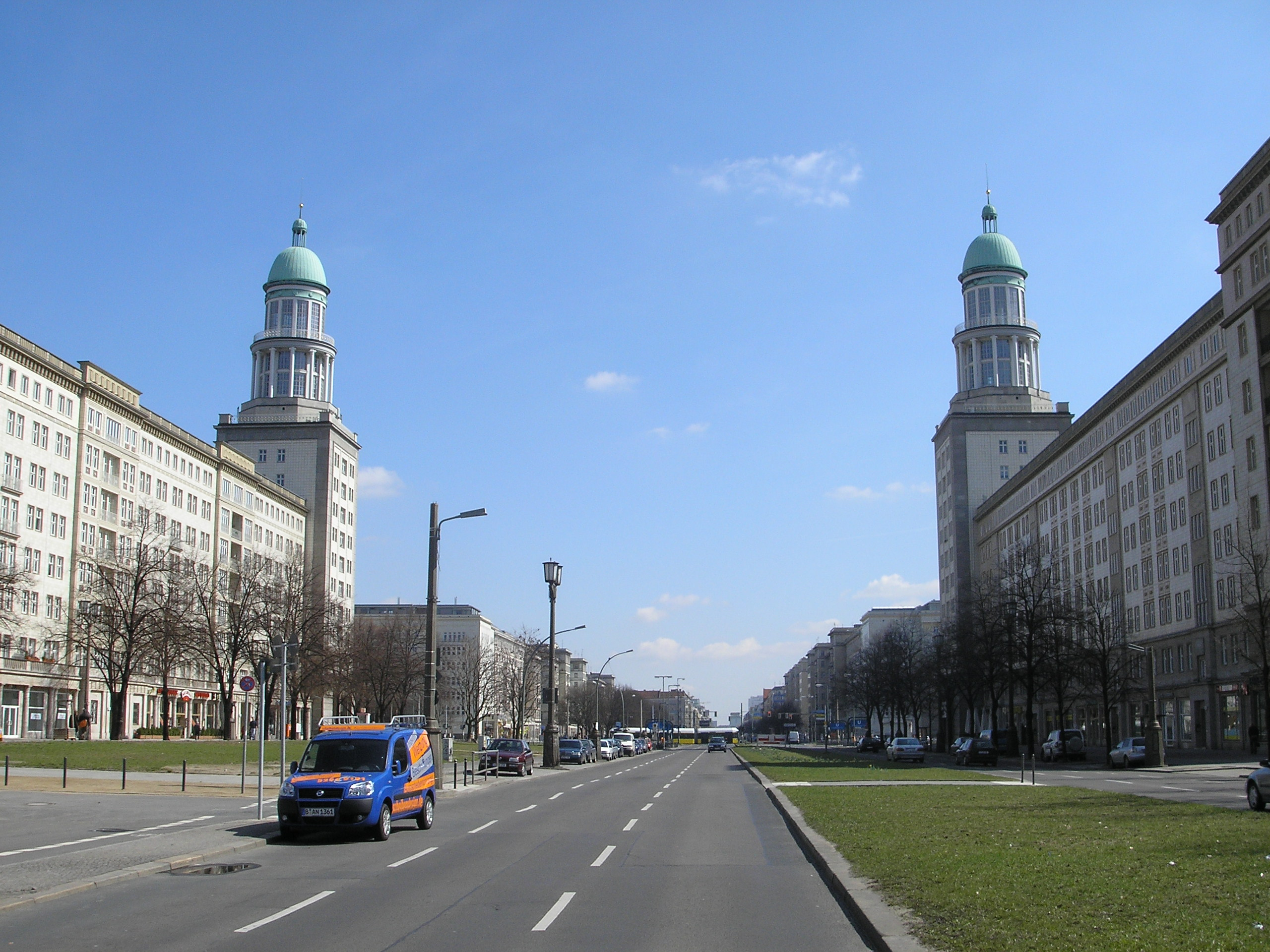
Frankfurter Tor de Berlin
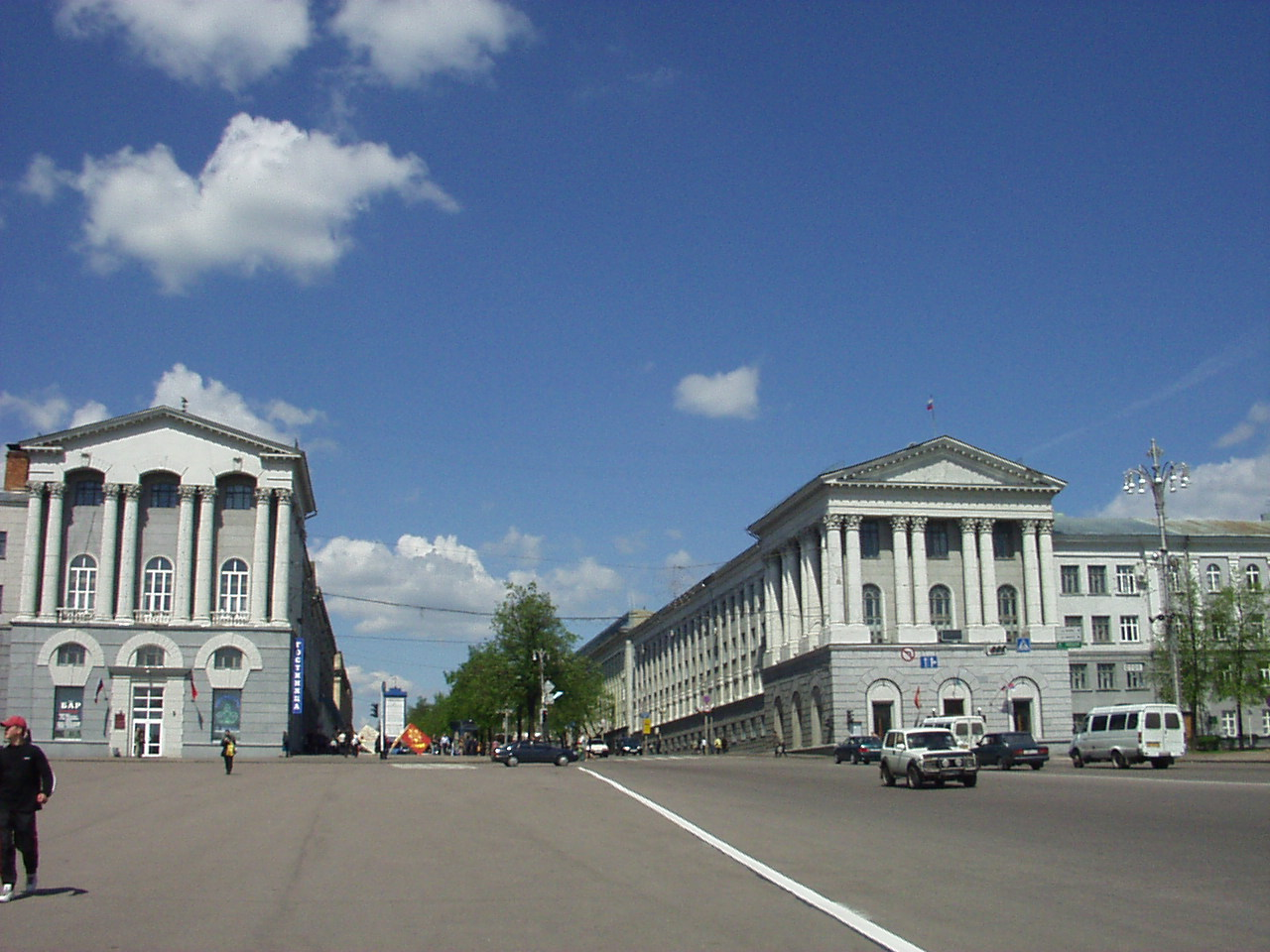
Place rouge de Koursk
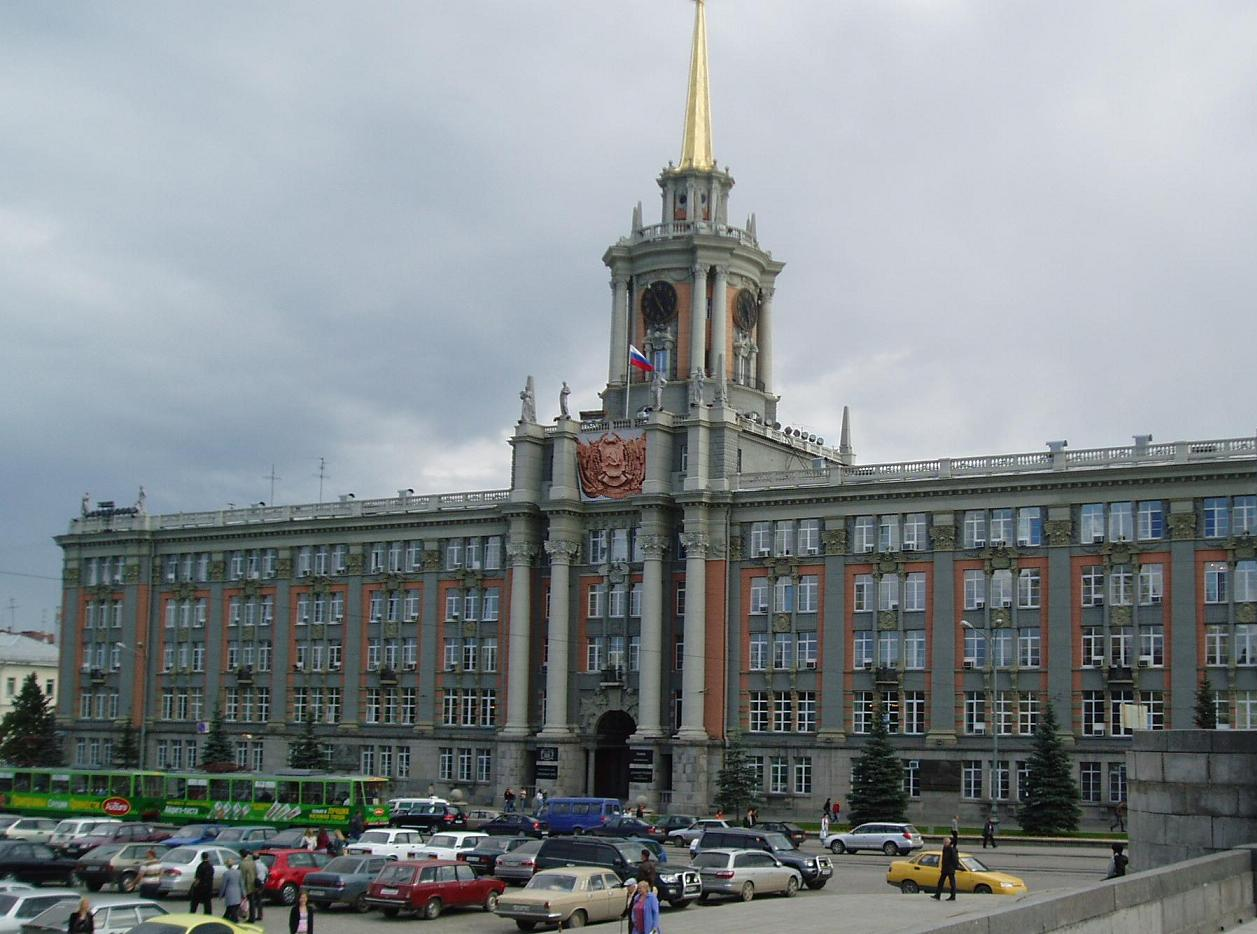
La douma municipale avec la statue de Lénine à Iekaterinbourg.
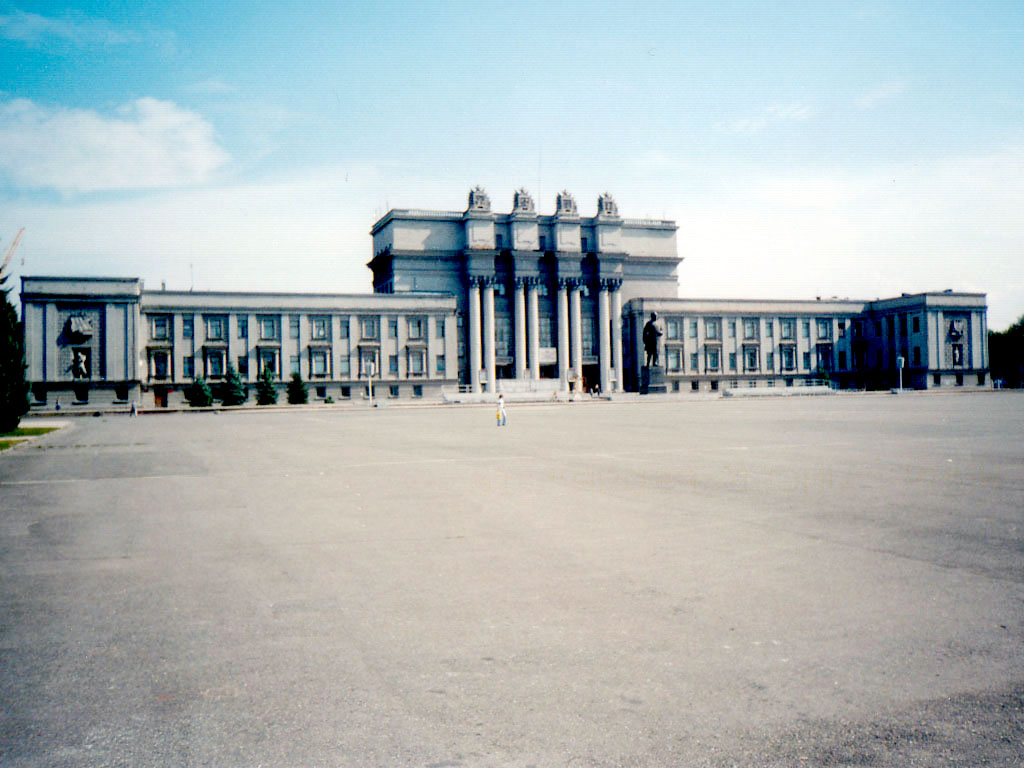
Opéra de Samara

Dans les états-satellites de l'URSS, d'autres gratte-ciel du même style sorela, copies plus ou moins conformes de l'université Lomonossov, furent édifiés à Varsovie en Pologne, Prague en Tchécoslovaquie, Bucarest en Roumanie, Riga en Lettonie à Shanghai en Chine.

### Avenue de l'Indépendance de Minsk (1944-1959)

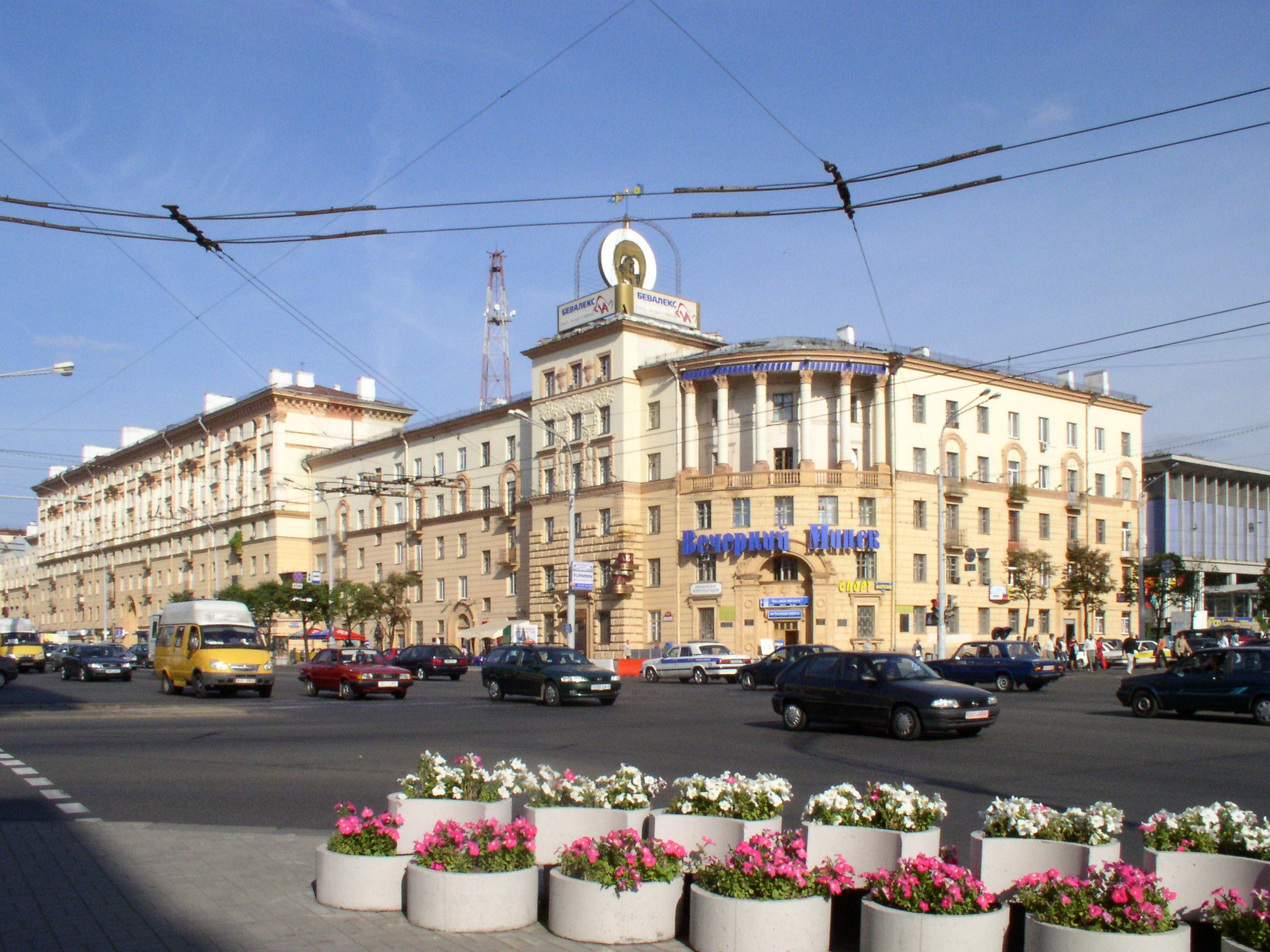
Avenue de l'Indépendance à Minsk

L'ensemble urbain et architectural de l'avenue de l'Indépendance à Minsk est un exemple d'une approche intégrée d'organisation urbaine par la combinaison harmonieuse des monuments, de l'aménagement urbain, de son environnement et de la présence du végétal, naturel ou planté. L'élaboration de cet ensemble s'étala sur une période de quinze ans après la Deuxième Guerre mondiale. Il s'étend sur 2 900 mètres. La largeur de la chaussée et des trottoirs varie entre 42 et 48 mètres.
Le travail sur le schéma général de l'ancienne rue Sovietskaïa commença en 1944, juste après la libération de Minsk occupée par des troupes nazies. Les principaux architectes de Minsk et de Moscou furent impliqués dans ce projet. Le projet fut choisi par concours en 1947 pour être exécuté sous le contrôle de Mikhaïl Parousnikov de l'Académie d'architecture.
Le projet immobilier de l'avenue de l'Indépendance a réussi à échapper à la monotonie. Le schéma fournit les caractéristiques principales de l'aménagement d'ensemble – la longueur des façades, leur profil, les divisions principales et le modèle architectural général. Le plan intégré des bâtiments était basé sur une accommodation d'idées innovantes dans une facture architecturale classique. Les immeubles toujours debout après la guerre et les parcs furent harmonieusement incorporés à l'ensemble.
Tous les bâtiments actuels qui forment la zone urbaine autour de l'avenue de l'Indépendance sont inscrits sur la liste du Patrimoine historique et culturel de la république de Biélorussie. L'ensemble architectural en lui-même, avec ses bâtiments, ses tracés et sa physionomie sont protégés par l'État et inscrits sur la liste comme complexe patrimonial historique et culturel. En 1968, le Prix national de l'architecture fut créé et remporté par une équipe d'architectes représentant les écoles de Moscou et de Minsk (M. Parousnikov, G. Badanov, I. Barstch, S. Botkovski, A. Voïnov, V. Korol, S. Moussinski, G. Sissoïev, N. Tratchtenberg et N. Chpiguelman) pour la conception et la construction de l'ensemble de l'avenue de l'Indépendance.
Il existe d'autres aménagements urbains staliniens célèbres à Minsk comme la rue Lenina, la rue Kamsamolskaïa, la rue Kamounistytchnaïa et la place Pryvakzalnaïa entre autres.

#### Prix Staline 1949

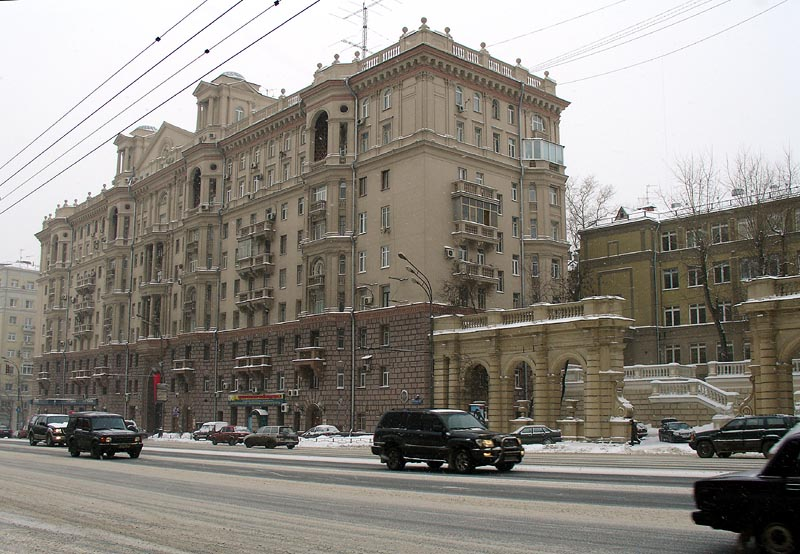
46-48 Zemlianoï Val, immeuble de logement pour les membres du MGB de Evguéni Rybitski, 1949

Le Prix Staline 1949, annoncé en mars 1950, montra une césure claire présente dans l'architecture stalinienne – les immeubles dispendieux sont toujours encensés, mais à côté de tentatives de rendre le style stalinien abordable. Le Prix de 1949 fut donné uniquement à des immeubles de logement achevés, un indice des priorités d'alors. Il montrait aussi clairement les stratifications de classe des locataires éligibles à l'époque. Trois immeubles moscovites furent récompensés :
- L'immeuble du 46-48 rue Zemlianoï Val de Evguéni Rybitski se pare de façades luxueuses, même pour les standards de 1949. En plus des oriels, il a une toiture décorée d'obélisques, des portiques et des corniches compliquées. Mais l'intérieur recèle d'autres richesses. Le bâtiment fut construit pour les grosses huiles du MGB, offrant des appartements de 200 m2 et une cour intérieure protégée sur deux niveaux. Pour construire cet immeuble, les Soviétiques se sont servis des réparations allemandes des dommages de guerre ; non seulement la force de travail des prisonniers, mais aussi les réquisitions de matériaux pour les câbles électriques, les tuyauteries et les finitions[29]. En 1949, cet immeuble était encensé, en 1952 il était conspué[30] et en 1955 Khrouchtchev lui-même le qualifia de « summum de l'excès ».
- L'immeuble du 4 rue Sadovo-Trioumfalnaïa de Rosenfeld (ru) et Souris est juste un cran en dessous sur l'échelle de l'outrance. Les murs, profondément entaillés par des oriels et des corniches horizontales, se parent de finitions en granite et terre cuite. L'ensemble semble si lourd qu'il donne une impression de luxe aussi efficacement que l'immeuble de Rybitski. Un détail élégant est le deuxième jeu d'escalier pour la domesticité.
- L'immeuble du 7 rue Bolchaïa Kaloujskaïa de Joltovski est un des premiers essais de faire baisser les prix de construction tout en conservant les standards staliniens de qualité et de technologies constructives. Les appartements de deux pièces sont petits au regard des critères staliniens, mais avec beaucoup d'espace de rangement et une organisation spatiale intelligente qui décourage la conversion d'un appartement mono-familial en kommounalka multi-familiale. De l'extérieur, c'est une façade toute plate avec quelques modestes décorations suivant les canons florentins prisés par Joltovski ; pas de statue ni d'obélisque ou d'oriel. Déjà l'annonce de ce qui allait suivre.

## Variations régionales

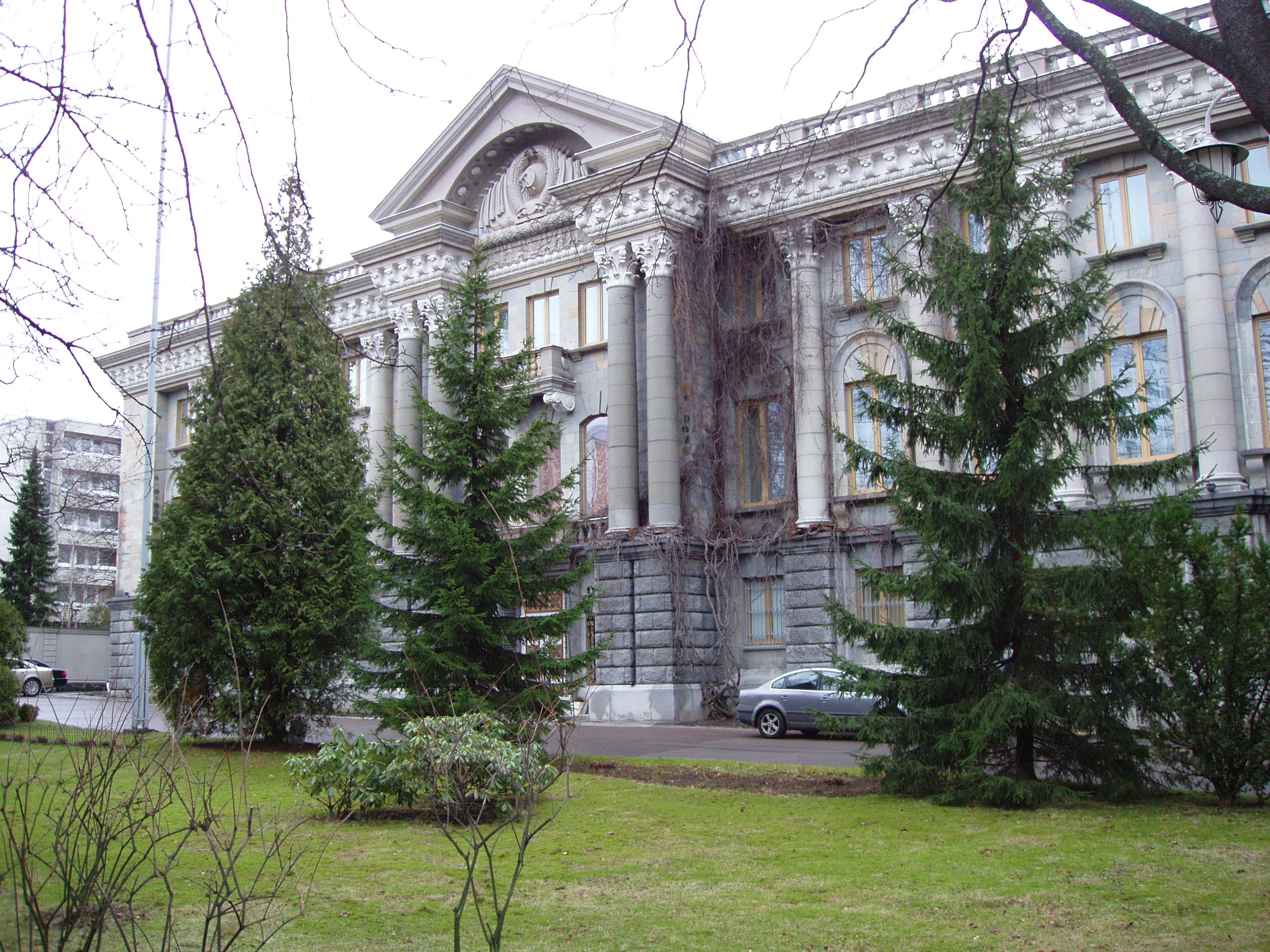
Ambassade soviétique (1952), Helsinki.

Les républiques nationales de l'URSS furent enjointes de développer leur propre style stalinien, avec plus ou moins de liberté. Quand les talents locaux faisaient défaut, des architectes russes y suppléaient (Chtchoussev dessina le théâtre orientalisant de Tachkent, etc.). On doit à Alexandre Tamanian, nommé architecte en chef d'Erevan, la variété arménienne du style stalinien. L'architecture stalinienne fut employée de 1948 à 1956 dans les démocraties populaires du bloc de l'Est d'après-guerre, souvent après avoir étouffé une opposition interne moderniste. Parfois, on put y déceler une certaine couleur locale, mais cette architecture était surtout vécue comme une importation soviétique.

### Pologne

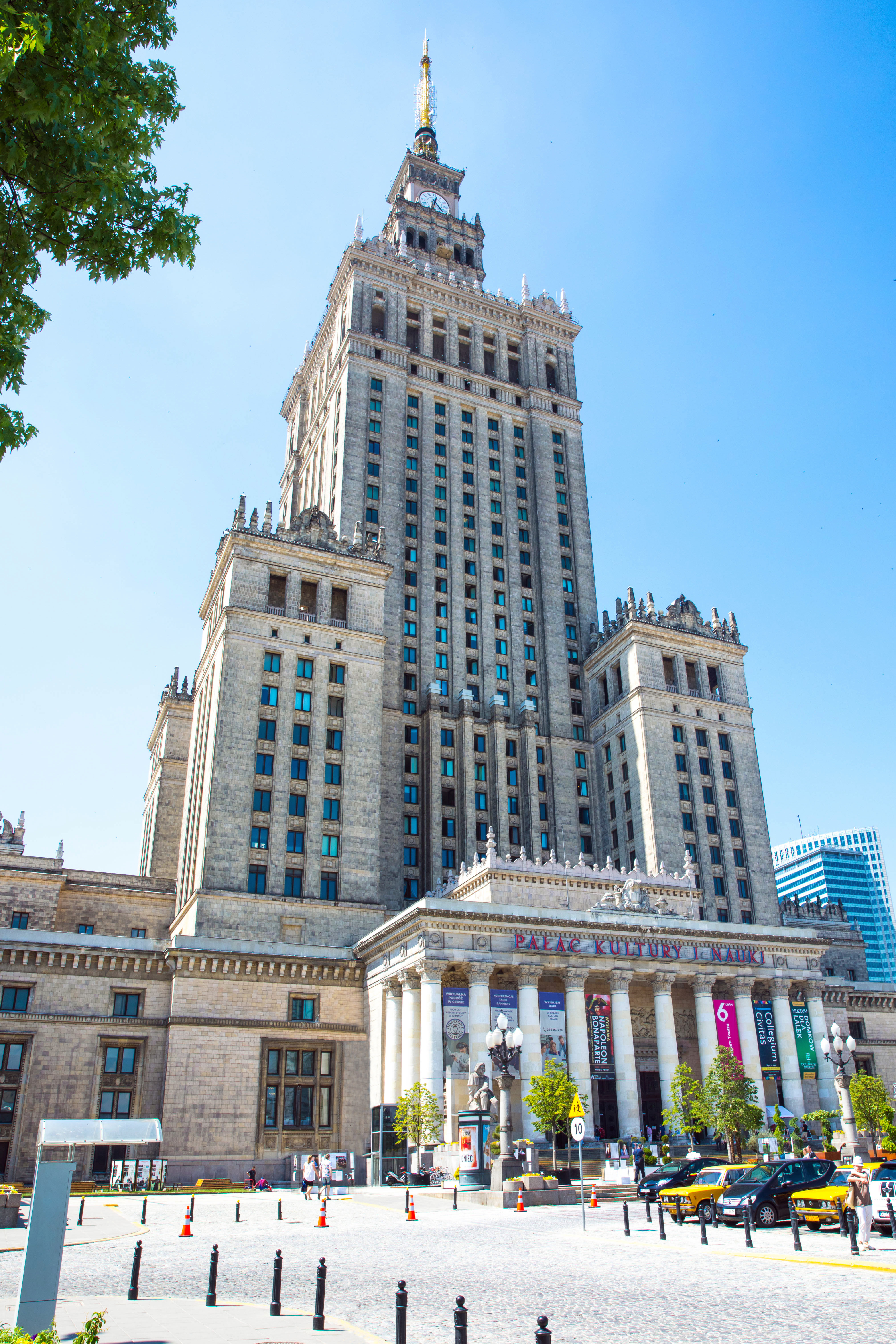
Palais de la culture de Varsovie

Le palais de la culture de Varsovie de Lev Roudnev, présenté comme « cadeau du peuple soviétique », fut peut-être la plus controversée des exportations de l'architecture stalinienne. Cet imposant gratte-ciel qui reste encore aujourd'hui la huitième plus haute tour de l'Union européenne, domine entièrement la ville. Auparavant, un essai néoclassique avait été tenté avec le boulevard MDM qui avait été entrepris en parallèle de la reconstruction à l'identique de la vieille ville. Le boulevard MDM est l'exemple type du style stalinien triomphant, avec de larges et généreuses proportions qu'on a souvent soupçonnées d'être avant tout voulues pour faciliter les manœuvres des chars d'assaut. À la fin des années 1940, la ville nouvelle de Nowa Huta près de Cracovie fut aussi dessinée dans le style stalinien.

### Allemagne de l'Est

Strausberger Platz, Berlin.

Après la victoire soviétique sur l'Allemagne nazie, différents grandioses mémoriaux à la guerre furent construits à Berlin, dont un à Tiergarten et un autre plus grand à Treptow. Le premier bâtiment stalinien important en Allemagne fut l'ambassade soviétique sur Unter den Linden. Ce bâtiment fut d'abord brocardé par les modernistes comme Hermann Henselmann. Jusqu'à 1948 environ, le projet d'urbanisme de Berlin-Est, sous la direction de Hans Scharoun, était de facture moderniste, comme les appartements en galerie qui constituent la première phase de la Stalinallee. Cependant, le gouvernement condamna ces expérimentations et promut le style russe à la place, c'est pourquoi Henselmann et d'anciens modernistes comme Richard Paulick furent obligés de dessiner le reste de la Stalinallee dans un style qualifié de zuckerbäckerstil (grosse pâtisserie). D'autres monuments similaires, même s'ils sont moins grandioses, furent conçus dans d'autres villes, et notamment dans la ville nouvelle de Stalinstadt.

### Roumanie, Bulgarie, Tchécoslovaquie et Hongrie

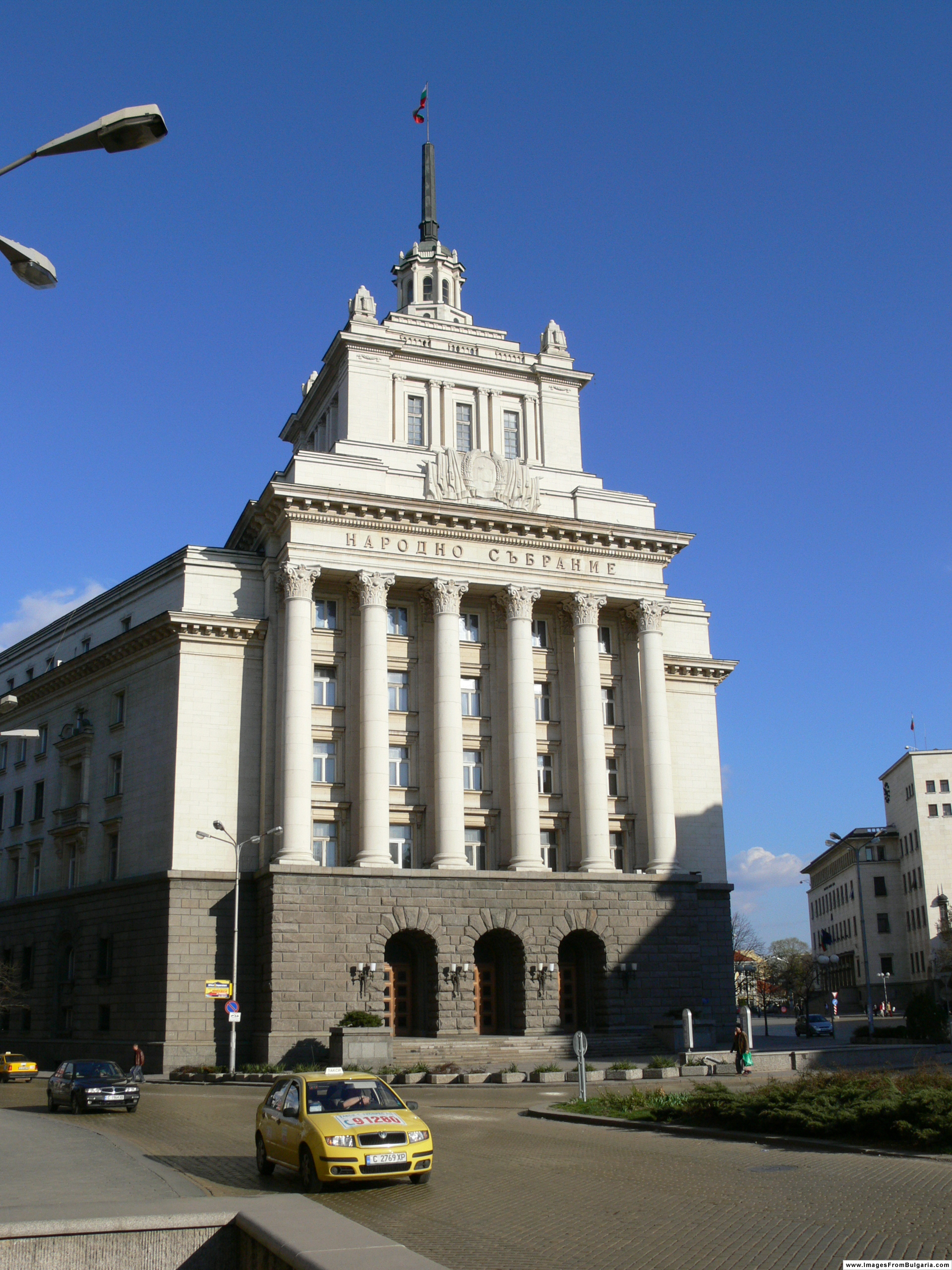
L'ancienne maison du Parti, sur le Largo, à Sofia

En Roumanie, des monuments importants comme la Casa Scânteii (aujourd'hui Casa Presei Libere : « Maison de la presse libre ») ont été construits à la manière écrasante du style stalinien, ainsi que le palais du Peuple à Sofia en Bulgarie. Ces projets ont pour la plupart été conçus avant 1953, même si certains ont été terminés après la mort de Staline et, pour certains, peu de temps avant la chute des dictatures communistes. Il y a moins d'exemples en Tchécoslovaquie, bien que les architectes et théoriciens modernistes comme Karel Teige furent traqués, et que des statues de Staline furent dessinées, la plus importante d'entre elles se trouvant à Prague. En Hongrie, le style stalinien fut adopté dans la ville de Sztalinvaros. Comme en URSS, le modernisme fera son retour à partir du milieu des années 1950, même s'il y eut des exceptions dans les régimes les plus autoritaires : l'énorme palais du Peuple et le boulevard de la Victoire du Socialisme à Bucarest constituent des exemples tardifs de néoclassicisme d'inspiration néostalinienne, commencés seulement en 1984 et terminés en 1990, peu de temps après la chute du président Nicolae Ceaușescu en 1989.

### Ailleurs dans le monde
En Extrême-Orient, on peut trouver des exemples en Corée du Nord et en Chine, par exemple le Centre des expositions de Shanghai, construit à l'origine comme un palais dédié à l'amitié sino-soviétique, et le restaurant Moscou à Pékin. Le style stalinien fut utilisé pour bâtir des ambassades soviétiques en dehors du bloc de l'Est, notamment celle d'Helsinki en Finlande. Le bâtiment, dessiné par l'architecte Grebenchtchikov a quelques ressemblances avec le palais de Buckingham à Londres ; ceci est dû, paraît-il, au goût que cultivait le ministre soviétique des Affaires extérieures d'alors, Viatcheslav Molotov, pour la résidence des monarques britanniques.

## Vers un autre type d'architecture (1948-1955)
La volte-face de l'architecture stalinienne vers la construction en béton préfabriqué est généralement associée à l'administration de Khrouchtchev et en particulier à son décret de novembre 1955 sur la « liquidation des excès ». Khrouchtchev a effectivement mené une campagne d'économie des dépenses publiques, mais celle-ci avait commencé dès 1948, alors que Staline était toujours en vie et au pouvoir. Le changement en faveur de la construction de masse est évident dans les immeubles staliniens plus économiques, comme celui du 7 Bolchaïa Kaloujskaïa de Joltovski. Sa construction en maçonnerie ne procurait cependant qu'un gain assez marginal ; une révolution technologique était nécessaire. Entre 1948 et 1955, différents cabinets d'architecture établirent une colossale étude de faisabilité, mettant au point et testant de nouvelles technologies.

### Expérience «panneaux préfabriqués et ossature béton» (1948-1952)

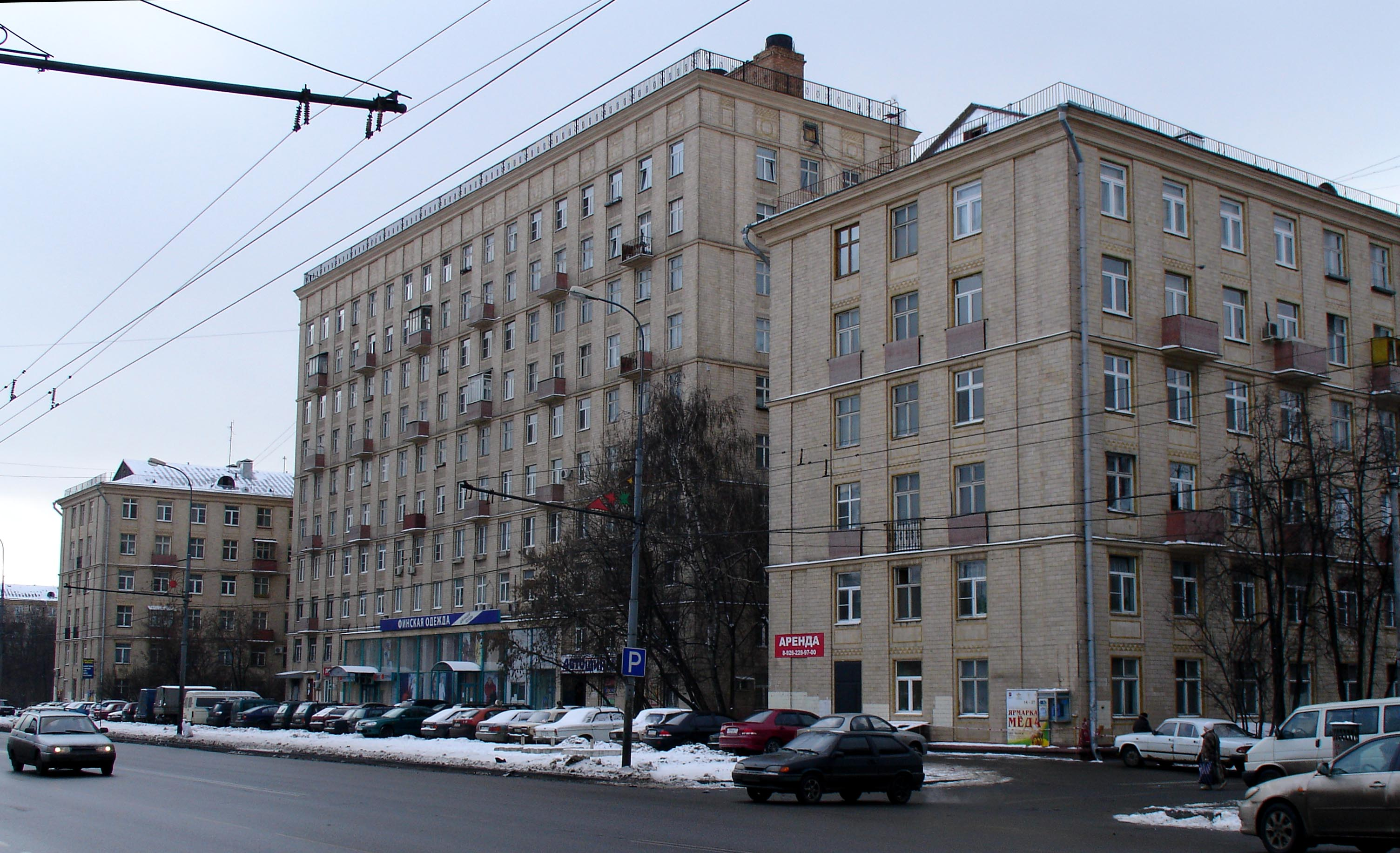
Immeuble de Lagoutenko et Posokhine à Moscou, 1948-1952. Même si la construction semble être de la maçonnerie, il s'agit d'une peau de panneaux en béton préfabriqués

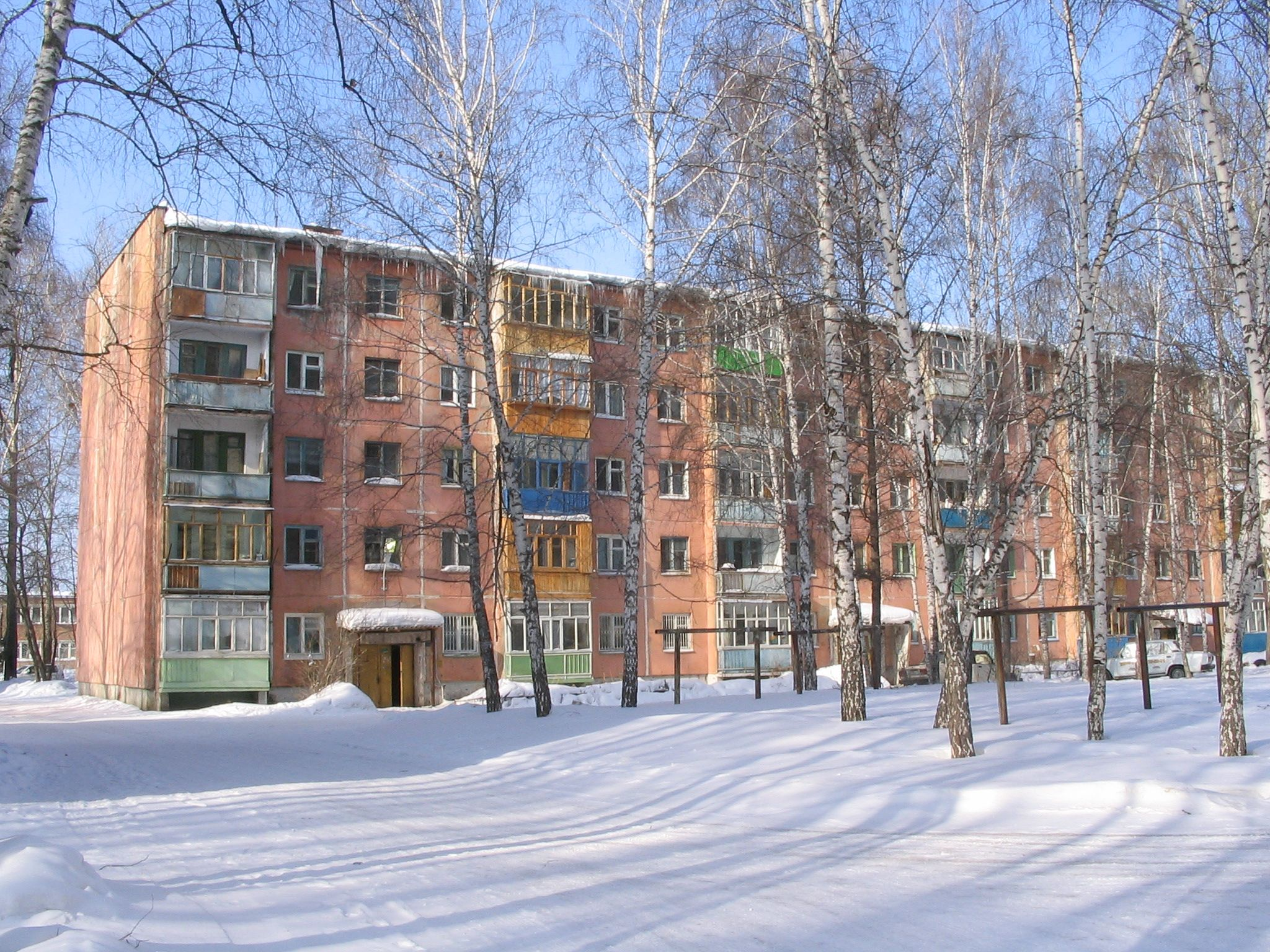
Khrouchtchevka (en russe : хрущёвка), type d'immeuble à bas coûts de trois à cinq étages construits au début des années 1960 sous la présidence de Nikita Khrouchtchev.

En 1947, l'ingénieur Vitali Lagoutenko fut placé à la tête de l'expérimental Bureau de la construction industrielle, avec comme objectif d'étudier et de concevoir une technologie bon marché conforme à la production de masse. Lagoutenko concentra son attention sur de larges panneaux en béton préfabriqués. Il contacta les architectes de l'époque, Mikhaïl Possokhine (père) et Ashot Mndoïants (ru), et, en 1948, cette équipe construisait son premier immeuble à ossature recouverte de panneaux préfabriqués non loin de l'actuelle station de métro Polejaïevskaïa. Quatre immeubles identiques suivirent peu après ; des immeubles identiques furent construits entre 1949 et 1952 à travers tout le pays. Mais il s'agissait toujours d'une expérimentation, non suivie de capacités industrielles ou d'un calendrier de constructions accélérées. Possokhine avait aussi conçu plusieurs configurations pseudo-staliniennes sur un même immeuble, avec des effets décoratifs « excessifs » ; ceux-ci ne seront pas appliqués. Les ossatures en béton devinrent courantes pour la construction industrielle, mais restèrent trop onéreuses pour la construction de logements de masse.

## Fin de l'architecture stalinienne
L'architecture stalinienne a prospéré sous différentes formes dans tous les pays communistes, en général dans les capitales, le plus récent et aussi le plus volumineux de tous les gratte-ciel de style stalinien étant le Palais du Peuple édifié à Bucarest entre 1984 et 1989, qui est une copie du Palais du quotidien du Parti achevé, lui, en 1957.
La priorité donnée à une architecture de prestige de construction coûteuse au détriment du logement de la majorité de la population cause une grave pénurie.
En URSS, l'architecture stalinienne est suivie d'une période de pauvreté architecturale symbolisée par les immeubles d'habitations appelées khrouchtchevka.